# Démographie des États-Unis
La démographie des États-Unis est l'ensemble des données et études concernant la population des États-Unis à toutes les époques. Ces données sont notamment calculées par le bureau du recensement des États-Unis (en anglais : U.S. Census Bureau), qui rapporte une population de 331 449 281 habitants en 2020. 
Ce chiffre exclut la population de cinq territoires non incorporés (Porto Rico, Guam, les Îles Vierges américaines, les Samoa américaines et les Îles Mariannes du Nord) ainsi que plusieurs autres petits territoires sans habitants permanents. Les États-Unis sont le troisième pays le plus peuplé, derrière la Chine et l'Inde. 
Le pays compte aussi un nombre important de grandes aires urbaines : il en existe une cinquantaine de plus d'un million d'habitants. Les États-Unis sont le premier pays d'immigration du monde.

## Histoire démographique

### Peuplement précolombien
Selon la théorie dominante, l'arrivée des premières populations en Amérique remonte au Paléolithique supérieur. La présence humaine est attestée en Alaska vers 20 000 av. J.-C., vers 16 000 av. J.-C. sur la côte est (Pennsylvanie, Virginie, Caroline du Sud), vers 13 000 av. J.-C. sur le site Clovis (Nouveau-Mexique) et vers 10 000 av. J.-C. en Floride,,. Venant de Sibérie, des chasseurs nomades auraient traversé le détroit de Béring, alors gelé, puis auraient peuplé le continent américain. D'autres théories ont évoqué l'hypothèse d'un peuplement qui serait également océanien et européen,. Ces hypothèses ne sont cependant pas confirmées par les études génétiques les plus récentes.

### Colonisation européenne (duXVIesiècleà 1790)
À l'arrivée de Christophe Colomb en Amérique, le territoire actuel des États-Unis devait abriter environ 1,5 million d'Amérindiens. Dans la première moitié du XVIe siècle, les Espagnols explorent et s'installent dans les régions du sud comme la Floride.
En Virginie, les colons anglais fondent Jamestown. Les peuplements de Ranaoke et de Popham sont abandonnés. Au début du XVIIe siècle, un comptoir est installé sur l'île de Manhattan, futur site de New York. La Nouvelle-Angleterre est peuplée dans les années qui suivent par les Pères Pèlerins du Mayflower. Treize colonies se forment aux XVIIe et XVIIIe siècles le long de la côte atlantique. Elles accueillent en grande majorité des anglais protestants, pour la plupart puritains, les ancêtres des WASPs actuels. D'autres groupes originaires des îles britanniques (Irlande, Écosse, Pays de Galles) et de l'Europe de l'Ouest (Hollande, Allemagne, Scandinavie) ont également émigré dans ces premières colonies d'Amérique. On peut distinguer plusieurs vagues d'immigration : à partir de 1648-1649, à la fin de la guerre de Trente Ans en Allemagne et de la Première révolution anglaise, dans les années 1720 avec la période des Highland Clearances en Écosse, pendant laquelle les chefs de clan enclosent des terres pour y installer des moutons, au détriment de leurs paysans. Le droit de la nationalité, qui varie d'une colonie et d'une époque à l'autre, permet leur intégration plus ou moins rapide en une ou plusieurs générations.
Quelques milliers de Français occupent la Louisiane française alors que la révocation de l'édit de Nantes pousse les Huguenots à s'installer sur la côte est. L'immigration européenne aux États-Unis est provisoirement interrompue par la Révolution américaine et les guerres napoléoniennes, entre 1775 et 1815. À cette colonisation volontaire se rajoute une immigration forcée, celle des esclaves en provenance de l'Ouest africain. Les premiers esclaves arrivent à Jamestown en 1619. La traite est abolie au début du XIXe siècle.
La plupart des colons vivent à la campagne même si, en 1754, Philadelphie compte déjà 25 000 habitants, New York 18 000 et Boston 15 000[réf. souhaitée]. La natalité est très forte mais elle est freinée par le trop faible nombre de femmes, ne reçoit un vrai renfort de l'immigration que vers 1685 : la population augmente alors de 120 % en une génération. La population des colonies au sud de la Nouvelle-Angleterre bondit un peu avant 1700, année où elle atteint 70 000 habitants, dopée par la création en 1682 de la Pennsylvanie, où affluent les Amish allemands et alsaciens, les huguenots français et autres presbytériens écossais ou non-conformistes anglais. Près de 125 000 luthériens allemands s'installent[réf. souhaitée]. Vers 1750, la population de Philadelphie dépasse celle de Boston.
16251980 habitants au total
163530 000 habitants au total
164150 000 habitants au total
165060 000 habitants au total dont 300 à 2 000 Noirs (0 à 3 % du total)
1676120 000 habitants pour la seule Nouvelle-Angleterre
1685160 000 habitants pour la seule Nouvelle-Angleterre
1688200 000 habitants au total
1700200 000 habitants pour la seule Nouvelle-Angleterre
1702270 000 habitants au total, dont 28 000 Noirs> (10 % du total)
1715434 600 habitants au total
17491,040 million d'habitants au total
17542,240 millions d'habitants au total dont 236 000 Noirs (11 %)
17752,418 millions d'habitants au total dont 300 000 Noirs (12,5 %)
17903,23 millions d'habitants au total dont 700 000 Noirs (16 %)
La répartition de la population de 262 000 habitants en 1700 se répartit ainsi :
- Nouvelle-Angleterre : 120 000 âmes, dont 70 000 au Massachusetts et 30 000 au Connecticut
- Pennsylvanie : 20 000 âmes
- New Jersey: 15 000 âmes
- New York : 30 000 âmes
- Maryland : 25 000 âmes
- Virginie : 40 000 âmes
- Caroline du Nord : 5 000 âmes
- Caroline du Sud : 7 000 âmes [réf. incomplète][29]

### Esclavage dans les trois colonies du Sud et au Maryland
Lors de l'indépendance de 1776, 460 000 des 500 000 esclaves nord-américains, soit 92 %, vivent dans les colonies esclavagistes du Sud, la Virginie (200 000), la Caroline du Nord (100 000), la Caroline du Sud (70 000 à 80 000) et dans le Maryland (Nord-Est, 70 000 à 80 000). Ailleurs, ils sont cochers ou gardes du corps, selon Fernand Braudel, dans[réf. incomplète] Civilisation matérielle, économie et capitalisme, qui cite deux plantations importante, celle des Fairfax en Virginie, et celle de Lord Granville (un tiers de la Caroline du Nord).
L'esclavage s'est développé avant 1790 dans ces quatre colonies créées et défendues par la dynastie catholique Stuart : Maryland et Virginie dès les années 1670 et Carolines de façon plus progressive.
Les plantations de tabac sont nées de la spéculation immobilière sur les terres à sucre :
- à la Barbade à la faveur de la restauration catholique monarchiste anglaise de 1660, les colons s'implantent en Caroline en amenant leurs esclaves ;
- à Saint-Domingue, lorsque la création de la ferme du tabac vise à évincer les petits planteurs de tabac, les grandes plantations à esclaves de la Virginie et du Maryland prennent leur essor, en vendant un tabac moins cher.

La Géorgie a peu d'esclaves, seulement dans le riz, venus de Caroline, jusqu'en 1775. L'esclavage n'y prend son essor qu'après les progrès dans le coton en 1793. Mais dès 1790, des réfugiés français de Saint-Domingue en Amérique s'y installent.

### Population des États-Unis en 1790: ruralité et concentration

Évolution de la population américaine (1790-2010).

À partir de 1790 ont lieu les premiers recensements par ville et par états, qui viennent d'une polémique nationale de grande ampleur sur l'esclavage et l'opportunité d'étendre la colonisation à l'ouest, alors qu'émerge une spéculation sur la culture de rente via les grandes plantations, qui commencent tout juste à faire leur apparition en Caroline du Sud.
Il est alors décidé que le seuil de 60 000 habitants doit être atteint avant de créer un nouvel État. D'où la nécessité de recensements, qui servent aussi pour élire les députés. Le Kentucky est le premier à atteindre ce seuil, en 1792, en raison d'un vaste mouvement de spéculation immobilière, qui va marquer la vie politique et sera dénoncé par Davy Crockett. C'est le premier État à l'ouest des Appalaches, suivi par le Tennessee en 1805.
Mais en 1790, sur les trois millions d'Américains, 98 % vivent encore à l'est des Appalaches et au nord de la Géorgie, sur seulement 6 % du territoire actuel des États-Unis[réf. souhaitée]. C'est une Amérique très rurale, où les cinq premières agglomérations ne représentent que 136 000 habitants, soit seulement 5,5 % de la population.
La conquête de l'Ouest commence dès les spéculations de 1793 sur le comté de Bourbon et les Yazoo Lands, et s'amplifie en 1806 avec l'arrivée de 10 000 réfugiés de Saint-Domingue à La Nouvelle-Orléans, qui font plus que doubler la population de la ville, à 17 000 habitants, ouvrant la voie à une vraie navigation sur le Mississippi après la vente de la Louisiane aux États-Unis en 1803.
En 1790, la première ville du pays est Philadelphie, portail des minorités religieuses vers l'État libre de Pennsylvanie et la Great Wagon Road, la route d'accès aux piémonts des Appalaches. Philadelphie a 42 500 habitants, devant New York (33 100 habitants) et Boston (18 030 habitants).[réf. souhaitée].
Les huit premières villes lors du premier recensement de 1790 sont :
- Philadelphie : 42 500, 28 522 selon le recensement
- New York : 33 131
- Boston : 18 320
- Charleston : 16 350
- Baltimore : 13 030
- Salem : 7 900
- La Nouvelle-Orléans (sous le régime espagnol) : 7 000 (estimation des historiens)
- Albany : 3 400

La ville de Providence, sur le Rhode Island n'a été recensée qu'en 1800 avec 7 600 habitants.

### Croissance urbaine des États-Unis de 1790 à 1840

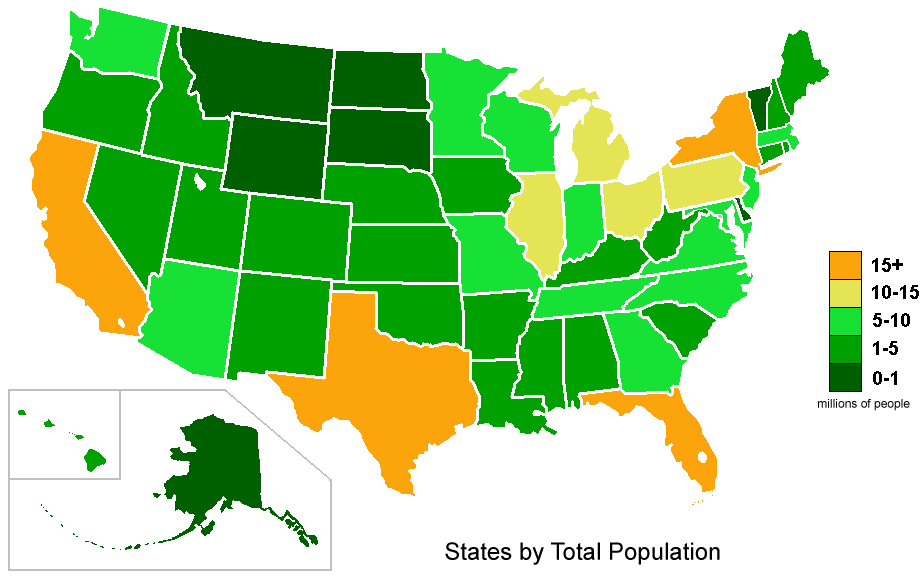
Les États les plus peuplés aujourd'hui (en orange) et les moins peuplés (en vert foncé).

Sur ce demi-siècle, la population a progressé fortement pour atteindre 17 millions d'habitants, soit sept fois plus qu'en 1790. Les cinq premières villes rassemblent 830 000 habitants, soit exactement la même proportion du total qu'en 1790 : 5,5 % de la population.
Les grandes gagnantes sont New York, qui devient la première ville du pays avec 312 000 habitants, dix fois plus que 50 ans plus tôt, devant Philadelphie, qui ne multiplie sa population que par 6,5, et La Nouvelle-Orléans, devenue troisième ville du pays avec 102 910 habitants, soit quinze fois plus que deux générations plus tôt.
Les huit premières villes en 1840[réf. nécessaire] :
- New York : 312 700
- Philadelphie : 228 600
- La Nouvelle-Orléans : 102 910
- Baltimore : 102 300
- Boston : 93 300
- Brooklyn : 36 200 (intégrée dans la ville de New York depuis 1898)
- Charleston : 23 000
- Salem : 15 900

### Une immigration massive d'origine européenne

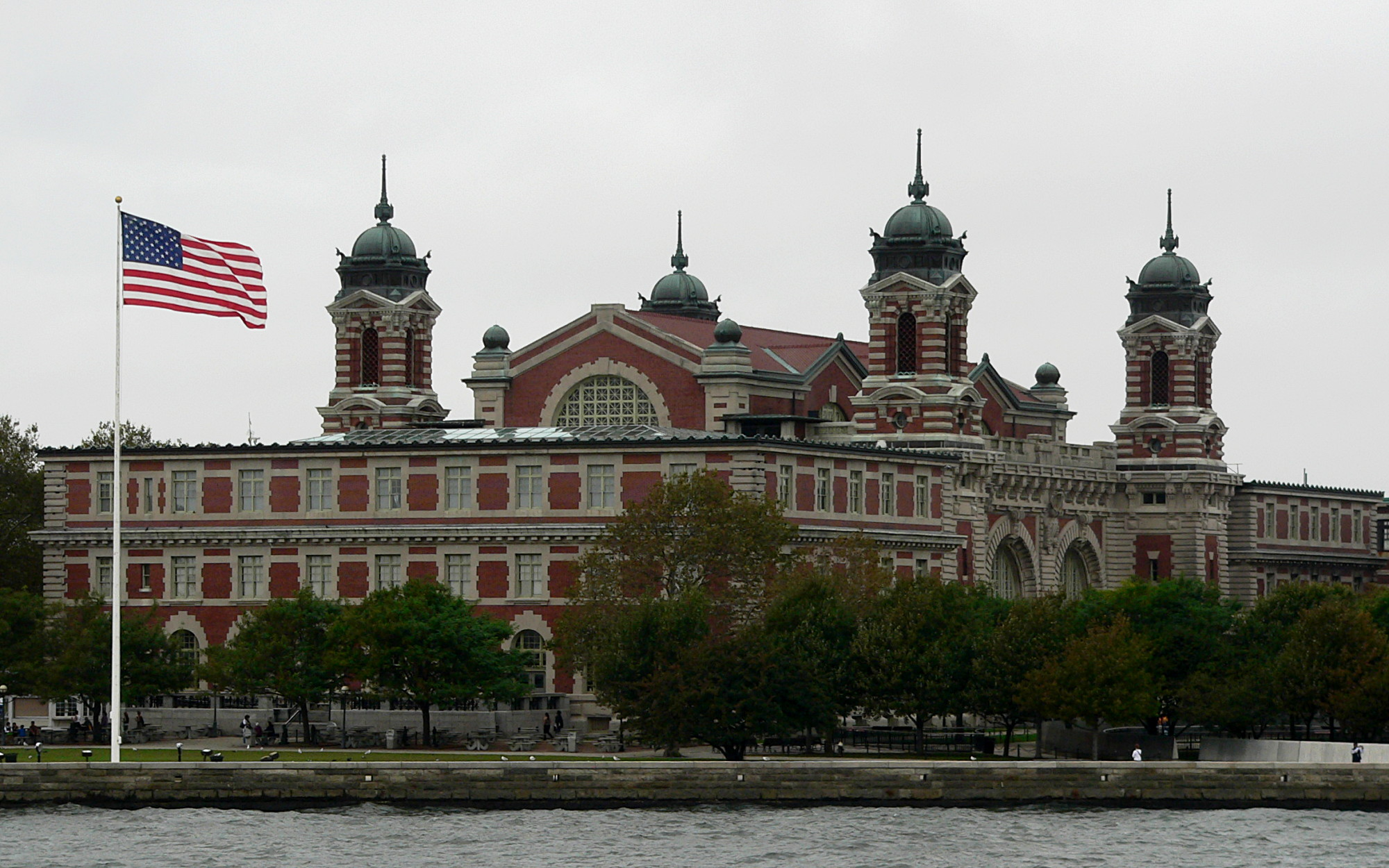
Ellis Island

À partir des années 1840, l'immigration en provenance d'Europe de l'Ouest et du Nord s'intensifie. Pendant la guerre de Sécession, le gouvernement américain fait venir des étrangers pour augmenter les effectifs armés. Les Allemands émigrent pour des raisons sociales, économiques mais aussi politique, les attentes des libéraux ayant été déçues durant la révolution de Mars et l'échec de la Confédération. Les Irlandais quittent leur île frappée par une famine qui fait plusieurs centaines de milliers de morts,. Avec New York, San Francisco devient l'une des portes d'entrée aux États-Unis à l'époque de la ruée vers l'or. Entre 1870 et 1920, 20 millions d'Européens émigrent vers les États-Unis. En raison des persécutions et des pogroms qu'ils subissent dans les années 1880, le nombre de Juifs traversant l'Atlantique augmente. Entre 1900 et 1920, l'Europe du Sud et de l'Est sont les nouveaux foyers d'émigration : Italiens, Austro-Hongrois, Russes et Polonais s'installent aux États-Unis. Ils sont attirés par le rêve américain symbolisé par la statue de la Liberté. La plupart transite par Ellis Island dans l'agglomération new-yorkaise et se regroupe par quartier dans les grandes villes américaines.
En 1882, la loi d'exclusion des Chinois interdit l'immigration chinoise sur le sol américain pour une période de soixante ans. En mai 1921, le Congrès vote une politique de quotas par nationalité. La loi d'immigration Johnson-Reed de 1924 instaure des quotas d'immigrés : c'est la fin de l'immigration de masse et le début de l'immigration choisie sur des bases ethniques, un système qui dure jusque dans les années 1960. Cette législation intervient dans un contexte de xénophobie, de peur des communistes et de la concurrence des travailleurs étrangers. Elle privilégie les migrants originaires de l'Europe du Nord-Ouest alors qu'elle restreint très fortement le nombre de migrants asiatiques.

### Nouvelles migrations (depuis les années 1960)

Population des principaux États des États-Unis, en millions d'habitants en 1980 et 2007.

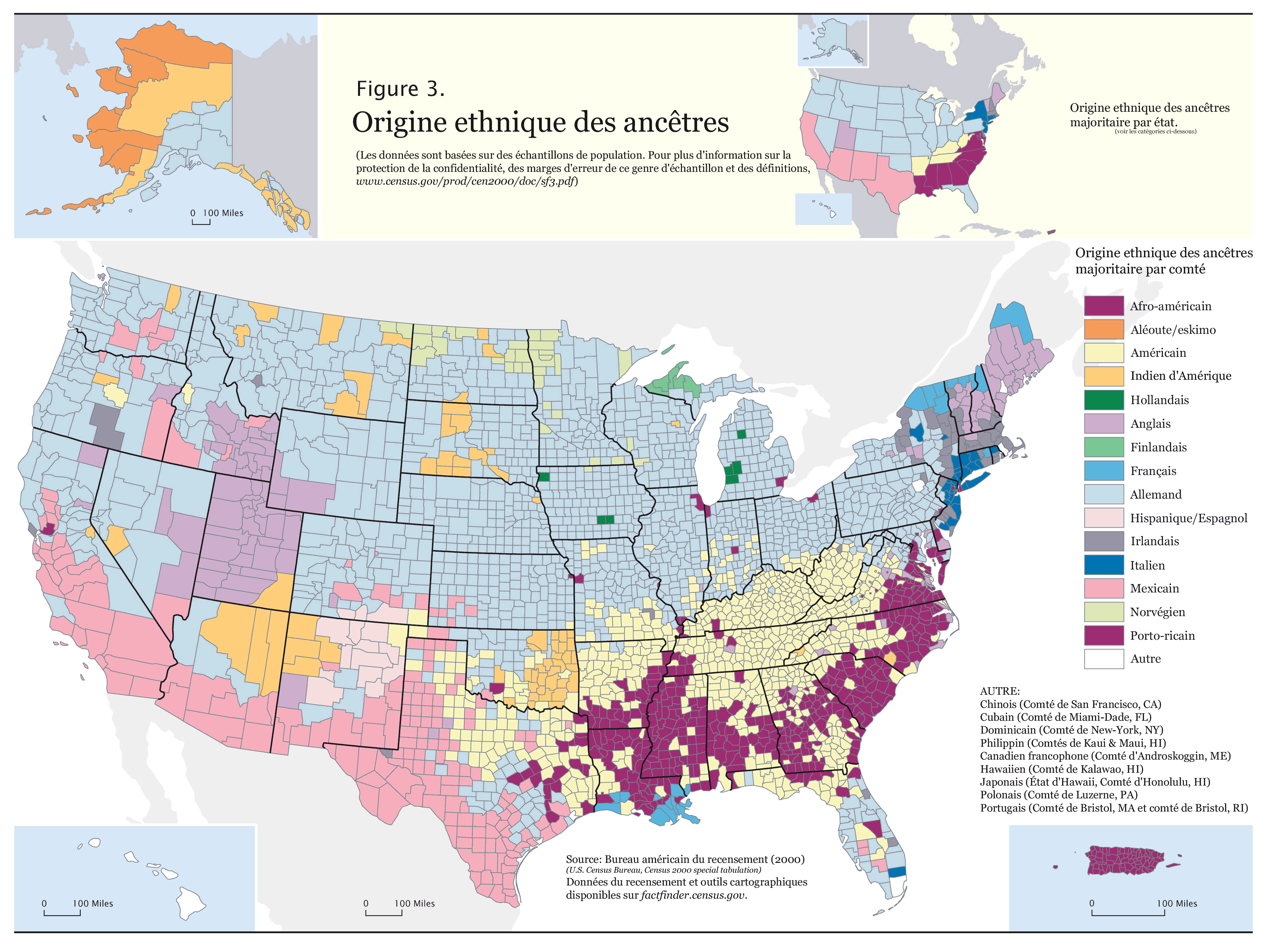
Origine ethnique des ancêtres à travers les États-Unis (selon le recensement de 2000.)

Durant la première moitié du XXe siècle, en particulier de 1910 à 1965, la population noire des États du Sud avait tendance à migrer vers les grands centres industriels du Nord, afin d'échapper à la ségrégation raciale importante dans les États anciennement esclavagistes. Cette tendance s'est cependant inversée à partir de 1965, non seulement grâce aux victoires du mouvement des droits civiques, mais aussi avec la désindustrialisation progressive de certaines régions du Nord, qui forment ainsi la Rust Belt (« ceinture de rouille »).
Depuis 1965, l'immigration aux États-Unis se diversifie de plus en plus : l'Europe n'est plus le seul continent d'origine des migrants. D'autre part, les immigrés viennent majoritairement par voie terrestre, ce qui pose des problèmes de contrôle, surtout le long de la frontière avec le Mexique. Les Hispaniques ou Latino-Américains représentent désormais la majorité des contingents immigrés. L'immigration asiatique, qui existe depuis le XIXe siècle, a elle aussi fortement augmenté. Ces évolutions s'expliquent par d’importantes modifications des lois qui régissent l'entrée sur le territoire américain. En 1965, le président Lyndon B. Johnson abandonne le système des quotas par race (Immigration and Nationality Act). En 1978, le Congrès adopte un plafond mondial, sans distinction de race et autorise 290 000 entrées par an : on privilégie le regroupement familial et l'asile politique aux réfugiés du bloc de l'Est.
C'est en 1991 que l'arrivée de nouveaux immigrants sur le sol américain a battu tous les records de l'histoire du pays : 1 827 167 immigrants ont été accueillis cette année-là. Après les attentats du 11 septembre 2001, certains politiciens américains réclament une politique d'immigration moins laxiste. En 2003, les services de l'immigration sont intégrés au département de la Sécurité intérieure des États-Unis qui s'occupe de la sécurité intérieure. Les traditionnelles « cartes vertes » sont remplacées par des procédures informatiques sécurisées. Les contrôles à la frontière avec le Mexique ont notamment été renforcés.
Au début des années 2010, la croissance démographique des États-Unis (+ 0,7 %) reste supérieure à celle de l'Union européenne (+ 0,3 %) mais inférieure à celle du Canada (+ 1,2 %) ou de l'Australie (+ 1,8 %). Cependant, elle décroche depuis 2016, et n'est plus que de 0,1% en 2021, sous les effets cumulés de la baisse de la natalité, de la crise des opioïdes, des suicides puis du COVID .

## Répartition de la population américaine

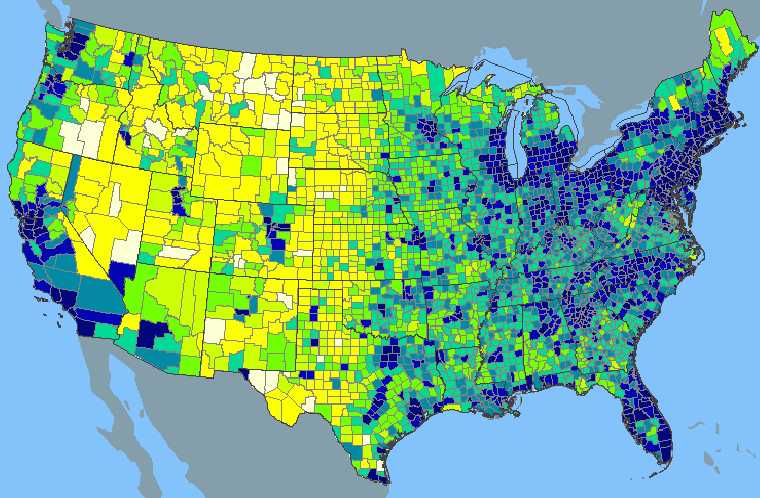
Densité aux États-Unis : plus la couleur est foncée, plus la densité est forte. Les couleurs blanche et jaune correspondent à des régions quasi vides.

La densité moyenne aux États-Unis est plus forte que celle du Canada mais plus faible que la plupart des pays d'Europe de l'Ouest. Cette moyenne cache d'importants écarts : la population est inégalement répartie sur le territoire américain. Les plus fortes densités se trouvent sur les côtes et à l'est du fleuve Mississippi. Trois régions présentent de grandes concentrations humaines : le Nord-Est (mégalopole du BosWash), la région des Grands Lacs (Chicago, Détroit, Cleveland) et la Californie, qui est l'État le plus peuplé de l'Union. En dehors des littoraux et de quelques agglomérations comme Salt Lake City, Las Vegas, Denver ou Dallas, la moitié ouest des États-Unis est peu peuplée.
Les contrastes de peuplement s'expliquent par des facteurs naturels, historiques et économiques. Les contraintes naturelles de l'ouest américain (montagnes, aridité) expliquent en partie les faibles densités. Les activités économiques et de loisirs se regroupent près des côtes. De plus, la côte orientale a été peuplée dès le XVIIe siècle et a profité d'un développement industriel précoce lié aux ressources naturelles et aux voies de transport. Le dynamisme économique des régions de la Sun Belt attire les Américains et les étrangers.
La population afro-américaine du Nord-Est et du Far West tend ainsi à décliner, au profit de certains États du Sud (en particulier du Sud supérieur ou du Sud-Est), tels que le Maryland, la Floride ou la Caroline du Nord. Ces nouvelles migrations (la New Great Migration (en) ou « Nouvelle grande migration », inversant la Grande migration de 1910-1930 et la Seconde Grande migration de 1940 à 1970, du Sud vers le Nord) sont principalement le fait des classes moyennes. De même, la Sun Belt (« ceinture du soleil ») attire de plus en plus de monde, aussi bien de jeunes élites qualifiées (Silicon Valley, etc.) que des retraités (Phoenix, la 5e ville du pays en 2006, etc.).

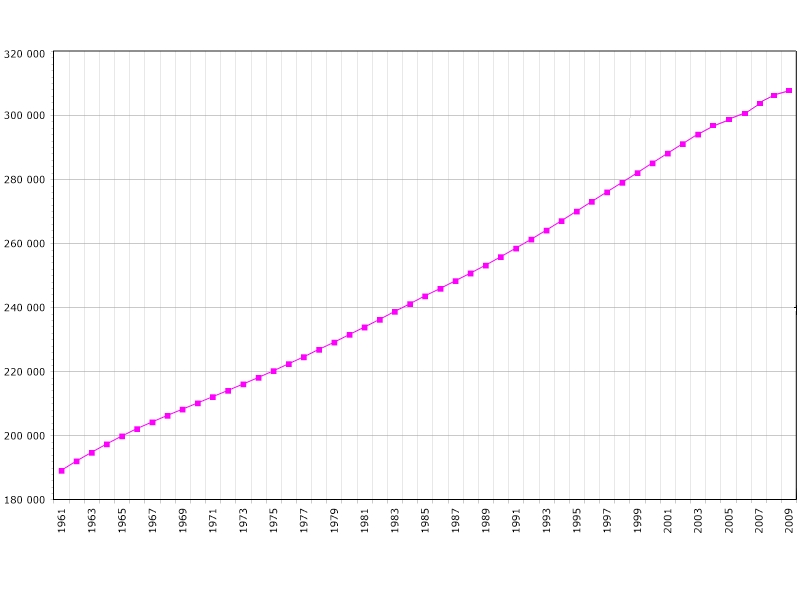
Évolution de la population américaine entre 1961 et 2009. Population en milliers d'habitants.

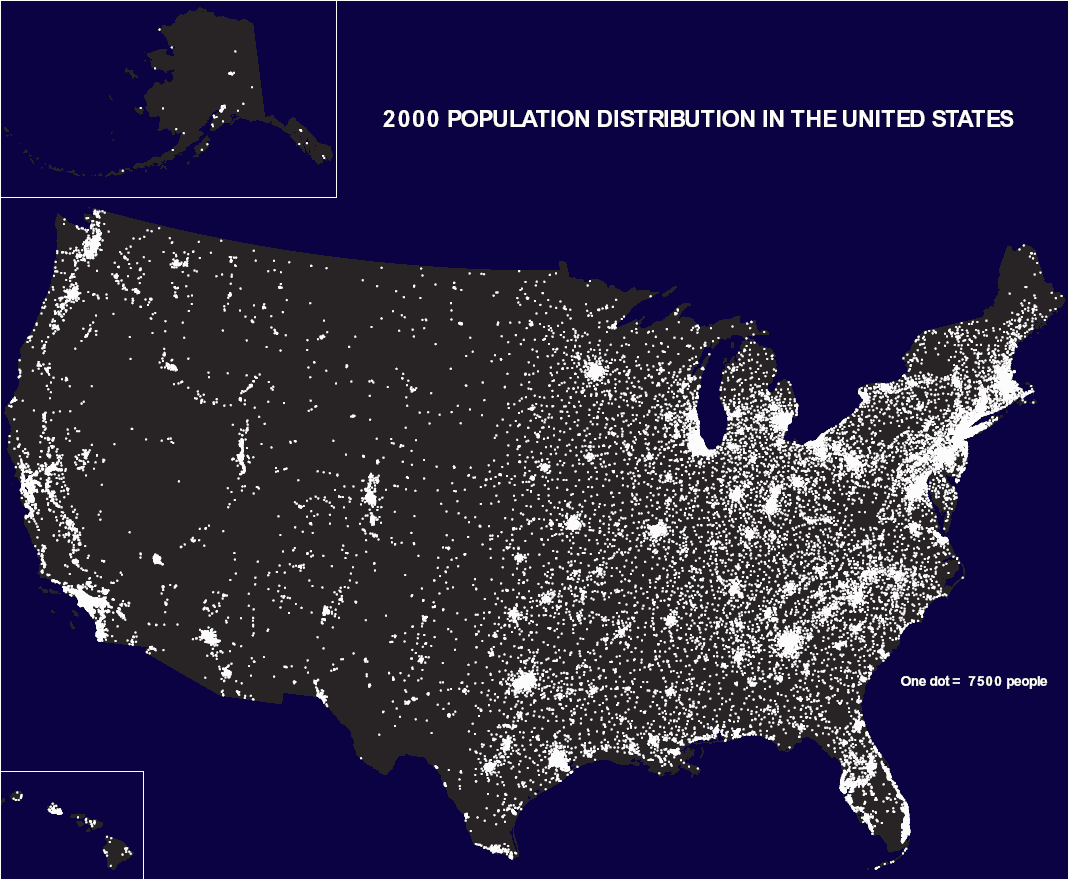
Répartition de la population américaine en 2000.

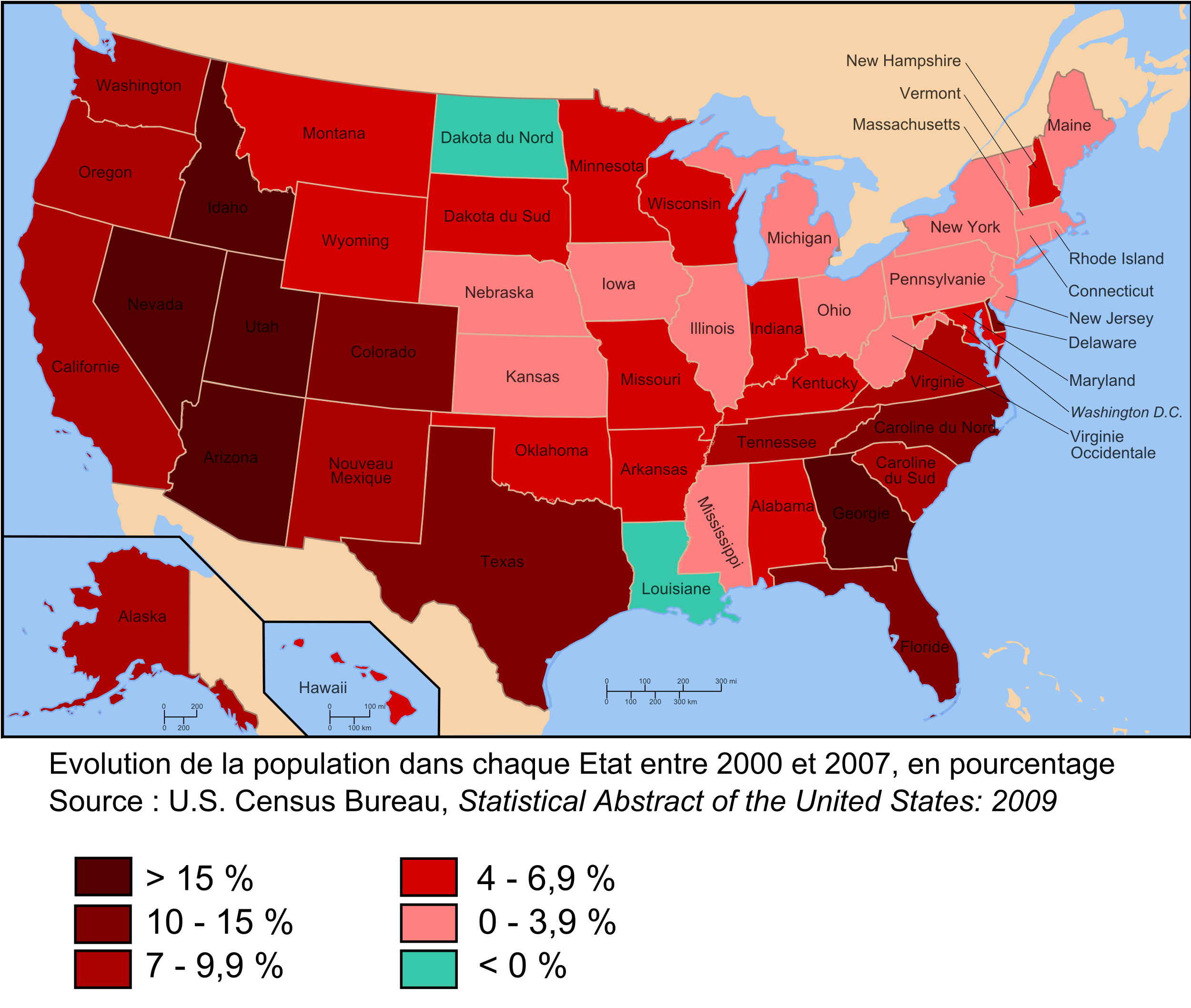
Évolution démographique par État (2000-2007) en %.

Population selon l'âge et l'état matrimonial.

### Chiffre des recensements de 2000 et 2010 par États
Résultats du recensement des États-Unis de 2000 et du recensement des États-Unis de 2010 :

## Natalité et mortalité
En 2020, le taux de natalité et le taux de mortalité sont respectivement de 10,9 ‰ et de 10,2 ‰. L'indice de fécondité est de 1,64 enfant par femme.
| Année | Taux de natalité (pour 1 000 habitants) | Taux de mortalité (pour 1 000 habitants) | Indice de fécondité (enfants par femme) |
| ----- | --------------------------------------- | ---------------------------------------- | --------------------------------------- |
| 2010  | 13,0                                    | 8,0                                      | 1,93                                    |
| 2011  | 12,7                                    | 8,1                                      | 1,89                                    |
| 2012  | 12,6                                    | 8,1                                      | 1,88                                    |
| 2013  | 12,4                                    | 8,2                                      | 1,86                                    |
| 2014  | 12,5                                    | 8,2                                      | 1,86                                    |
| 2015  | 12,4                                    | 8,4                                      | 1,84                                    |
| 2016  | 12,2                                    | 8,5                                      | 1,82                                    |
| 2017  | 11,8                                    | 8,7                                      | 1,77                                    |
| 2018  | 11,6                                    | 8,7                                      | 1,73                                    |
| 2019  | 11,4                                    | 8,7                                      | 1,70                                    |
| 2020  | 10,9                                    | 10,2                                     | 1,64                                    |

Source : Centers for Disease Control and Prevention (CDC)
| Groupe ethnique      | 2016 | 2017 | 2018 |
| -------------------- | ---- | ---- | ---- |
| Blanc non-Hispanique | 1,72 | 1,67 | 1,64 |
| Noir non-Hispanique  | 1,83 | 1,82 | 1,79 |
| Asiatique            | 1,69 | 1,60 | 1,53 |
| Hispanique           | 2,09 | 2,01 | 1,96 |
| Total                | 1,82 | 1,77 | 1,73 |

| Groupe ethnique      | 1990    | 2000    | 2010    | 2020    | 2023    |
| -------------------- | ------- | ------- | ------- | ------- | ------- |
| Blanc non-Hispanique | 63,16 % | 58,22 % | 54,07 % | 51,01 % | 49,67 % |
| Hispanique           | 14,31 % | 20,10 % | 23,63 % | 23,98 % | 26,28 % |
| Noir non-Hispanique  | 15,91 % | 14,89 % | 14,75 % | 14,66 % | 13,66 % |
| Asiatique            | 3,41 %  | 4,94 %  | 6,17 %  | 6,06 %  | 6,00 %  |
| Amérindien           | 0,94 %  | 1,03 %  | 1,17 %  | 0,74 %  | 0,68 %  |

## Évolution de l'espérance de vie
Entre 1959 et 2014, l’espérance de vie passe de 69,9 à 78,9 ans, toutefois elle est retombée à 76,1 ans en 2021 (estimations provisoires ; femmes : 79,1 ans, hommes : 73,2 ans) sous les effets conjugués de la crise des opioïdes et du Covid.
En 2015, une étude publiée par la National Academy of Sciences montre que le taux de mortalité de la population blanche américaine la moins éduquée, âgée de 45 à 54 ans, a augmenté « de façon inédite » au cours de la dernière décennie. Dans le même temps, ce taux continuait de baisser dans les minorités noires et hispaniques. Cette augmentation résulte d’un bond des suicides, ainsi que de la forte progression des pathologies liées à l'usage de la drogue et de l'alcool.
En 2018, le Centre national des statistiques de santé indique que l'espérance de vie a continué à baisser aux États-Unis en 2017 par rapport à 2014, diminuant de trois mois. La moyenne pour la population était de 78,6 ans contre 78,9 en 2014. Les overdoses par opiacés expliqueraient l'essentiel de ce recul. En 2017, près de 70 000 Américains sont morts d'overdoses de drogues, soit 10 % de plus qu'en 2016.
Une étude publiée par le Journal of the American Medical Association en 2019 montre une augmentation des taux de mortalité des 25 à 64 ans dans toutes les catégories de la population américaine. Les causes de ces décès ont été regroupées sous la formule de « morts par désespoir » par les économistes Angus Deaton et Anne Case qui englobent les morts par opioïdes, les maladies liées à alcool et les suicides. Ils évaluent ces morts par désespoir à 158 000 morts en 2017. Un tiers des décès analysés ont eu lieu dans quelques États connus pour être touchés par la désindustrialisation appelée aussi Rust Belt. Cette augmentation du taux de mortalité est la plus forte dans les États de Virginie-Occidentale, du Kentucky, de l'Arkansas et du Mississippi.
En 2018, l'écart d'espérance de vie entre les États-Unis et la France est de quatre ans : 78,6 ans contre 82,5 ans, il était seulement de deux ans au début des années 2000.
En raison de l'impact du Covid, l’espérance de vie des Américains à la naissance est passée de 78,8 ans en 2019 à 77 ans en 2020, soit près de deux ans de moins, selon les chiffres définitifs des Centres de prévention et de lutte contre les maladies (CDC), de fait l'espérance de vie des États-Unis se rapproche de celle d'états à revenus moyens comme la Chine ou encore les pays d'Europe de l'Est.
L’écart d’espérance de vie entre hommes et femmes s’est par ailleurs creusé, passant de 5,1 ans en 2019 à 5,7 ans en 2020 : 74,2 ans d’espérance de vie pour les hommes, contre 79,9 pour les femmes en 2020.
Le Covid-19 est devenu la troisième cause de décès aux États-Unis en 2020 comme en 2021 ; le cumul des décès dus au Covid-19 dépasse 1 million de morts en février 2022, juste derrière les maladies cardiovasculaires et le cancer.

## Métropoles américaines

Carte des principales aires urbaines.

La hiérarchie des aires urbaines aux États-Unis est dominée par New York, Los Angeles et Chicago qui se trouvent dans des mégalopoles. On trouve ensuite 41 villes de plus d'un million d'habitants.
Le dynamisme démographique des villes américaines est très inégal :
- Les agglomérations de la Sun Belt ont en général une croissance moyenne ou forte. Entre 1970 et 2000, Las Vegas dans le Nevada a vu sa population augmenter de 364 %[note 1]. Le solde positif s'explique par l'immigration, nationale ou internationale (retraités américains, ingénieurs, investisseurs, immigrants hispaniques).
- Au contraire, les villes du Nord-Est et des Grands Lacs connaissent une crise démographique plus ou moins profonde : la ville de Cleveland a pratiquement perdu la moitié de sa population depuis les années 1970[note 2].

## Projections
D'après une projection réalisée en 2018, la population des États-Unis devrait atteindre 389 millions d'habitants en 2050 et 404 millions en 2060.

## Immigration aujourd'hui

### Modalités d'installation sur le territoire américain
En raison d'une tradition de droit du sol, tout enfant né sur le territoire des États-Unis peut être déclaré citoyen américain. Le mariage avec une personne de nationalité américaine ne confère pas en revanche par ce seul fait la nationalité de ce pays. En général, les États-Unis accordent environ 675 000 visas aux immigrants chaque année, mais ceux-ci sont limités à 20 000 par pays. La règle est celle de l'ordre chronologique des demandes ; il existe deux grands motifs d'entrée sur le territoire américain : le regroupement familial et la recherche d'un travail. Depuis 1990, l'organisation passe aussi par l'attribution ou non de cartes vertes données à l'issue d'une loterie due à une forte demande. La carte verte n'est cependant utile que pour devenir salarié aux États-Unis, pas pour y créer une entreprise. Par exemple, c'est parce qu'il ne pouvait pas obtenir de carte verte que le Français Philippe Kahn, qui désirait rester aux États-Unis, a créé la société Borland[réf. nécessaire].

### Statistiques
Près de 8 millions de personnes se sont installées aux États-Unis entre 2001 et 2005 légalement ou illégalement, selon le Centre d'étude de l'immigration. C'est un rythme deux fois et demie supérieur à celui de la grande vague d'Européens arrivés autour de 1910 sur le Nouveau Continent[réf. nécessaire]. En août 2006, le département de la Sécurité intérieure estimait que les immigrés en situation irrégulière étaient 10,5 millions en janvier 2005 et probablement 11 millions en janvier 2006. Le recensement de ces derniers se fait par les informations livrées par les associations de défense des sans-papiers. Sur les 10 millions d'immigrés en situation irrégulière vivant aux États-Unis, on compte 6 millions de permanents et 4 millions de temporaires. Plus d'un demi-million d'étudiants étrangers font leurs études aux États-Unis (565 000 en 2004-2005).
Le bureau de recensement des États-Unis donne les chiffres suivants pour l'origine des immigrés légaux en 2010 :
1. Mexique : 139 120 (13,3 %)
2. Chine : 70 863 (6,8 %)
3. Inde : 69 162 (6,6 %)
4. Philippines : 58 173 (5,6 %)
5. République dominicaine : 53 870 (5,2 %)
6. Cuba : 33 573 (3,2 %)
7. Vietnam : 30 632 (2,9 %)
8. Haïti : 22 582 (2,2 %)
9. Colombie : 22 406 (2,1 %)
10. Corée du Sud : 22 227 (2,1 %)

En comptant l'immigration légale et illégale, 50 % des immigrés annuels proviennent d'Amérique latine.
|                                  | 2014       | 2015       | 2016       | 2017       | 2018       | 2019       | 2021       |
| -------------------------------- | ---------- | ---------- | ---------- | ---------- | ---------- | ---------- | ---------- |
| Total                            | 42 390 705 | 43 289 646 | 43 738 901 | 44 525 458 | 44 728 502 | 44 932 799 | 45 269 644 |
| Total Amérique                   | 22 703 058 | 22 949 885 | 23 085 493 | 23 241 959 | 23 340 256 | 23 392 841 | 23 479 329 |
| Total Asie                       | 12 750 422 | 13 249 179 | 13 461 081 | 13 907 844 | 13 957 143 | 14 099 479 | 14 034 388 |
| Total Europe                     | 4 764 822  | 4 789 662  | 4 785 267  | 4 818 662  | 4 747 145  | 4 665 173  | 4 865 317  |
| Total Afrique                    | 1 931 203  | 2 062 257  | 2 141 197  | 2 293 028  | 2 403 564  | 2 475 118  | 2 597 894  |
| Total Océanie                    | 241 200    | 238 663    | 265 863    | 263 965    | 280 394    | 300 188    | 292 766    |
| Mexique                          | 11 714 489 | 11 643 298 | 11 573 680 | 11 269 913 | 11 171 893 | 10 931 939 | 10 697 374 |
| Chine                            | 2 519 964  | 2 676 697  | 2 716 548  | 2 843 838  | 2 845 341  | 2 853 550  | 2 754 249  |
| Inde                             | 2 205 912  | 2 389 639  | 2 434 524  | 2 610 537  | 2 652 853  | 2 688 075  | 2 709 199  |
| Philippines                      | 1 926 292  | 1 982 369  | 1 941 665  | 2 008 080  | 2 013 756  | 2 045 248  | 1 982 434  |
| Salvador                         | 1 315 474  | 1 352 357  | 1 387 022  | 1 401 832  | 1 419 330  | 1 412 101  | 1 418 147  |
| Vietnam                          | 1 291 807  | 1 300 515  | 1 352 760  | 1 342 568  | 1 345 753  | 1 383 779  | 1 338 538  |
| Cuba                             | 1 172 899  | 1 210 674  | 1 271 618  | 1 311 803  | 1 343 960  | 1 359 990  | 1 278 627  |
| République dominicaine           | 997 734    | 1 063 239  | 1 085 321  | 1 162 568  | 1 177 864  | 1 169 420  | 1 255 036  |
| Guatemala                        | 915 595    | 927 593    | 935 707    | 958 842    | 1 006 987  | 1 111 495  | 1 106 523  |
| Corée du Sud                     | 1 079 784  | 1 060 019  | 1 041 727  | 1 063 074  | 1 039 099  | 1 038 885  | 1 011 589  |
| Colombie                         | 706 826    | 699 399    | 704 587    | 783 032    | 789 561    | 808 148    | 854 921    |
| Jamaïque                         | 705 804    | 711 134    | 736 303    | 744 658    | 733 429    | 772 215    | 796 290    |
| Canada                           | 806 387    | 830 628    | 783 206    | 809 267    | 813 664    | 797 158    | 778 497    |
| Honduras                         | 588 301    | 599 030    | 651 059    | 655 362    | 646 253    | 745 838    | 767 573    |
| Royaume-Uni                      | 679 112    | 683 473    | 696 896    | 702 567    | 699 193    | 677 856    | 701 102    |
| Haïti                            | 628 003    | 675 546    | 668 223    | 679 752    | 687 186    | 701 688    | 696 982    |
| Brésil                           | 335 608    | 361 374    | 409 595    | 451 084    | 472 637    | 502 104    | 569 325    |
| Venezuela                        | 216 187    | 255 520    | 290 224    | 351 144    | 393 841    | 465 235    | 545 234    |
| Allemagne                        | 582 727    | 585 298    | 563 985    | 552 640    | 559 102    | 537 691    | 540 203    |
| Équateur                         | 423 576    | 441 257    | 439 123    | 454 178    | 443 105    | 431 150    | 481 238    |
| Pérou                            | 448 750    | 445 921    | 427 445    | 458 785    | 467 172    | 446 063    | 452 207    |
| Nigeria                          | 264 399    | 323 635    | 306 874    | 344 979    | 374 711    | 392 811    | 443 181    |
| Russie                           | 390 977    | 386 529    | 397 236    | 403 670    | 383 305    | 392 422    | 425 429    |
| Pologne                          | 424 460    | 419 332    | 424 928    | 418 775    | 398 786    | 404 107    | 412 797    |
| Pakistan                         | 371 359    | 379 435    | 382 852    | 391 976    | 379 103    | 398 399    | 398 363    |
| Ukraine                          | 332 145    | 345 620    | 347 759    | 354 494    | 325 885    | 354 832    | 398 040    |
| Iran                             | 365 288    | 394 223    | 386 073    | 395 429    | 381 951    | 385 473    | 397 735    |
| Japon                            | 336 027    | 335 767    | 355 156    | 344 453    | 361 565    | 333 273    | 345 668    |
| Italie                           | 356 831    | 352 492    | 335 763    | 333 911    | 324 903    | 314 867    | 303 297    |
| Guyana                           | 273 019    | 281 408    | 266 368    | 268 577    | 280 297    | 253 847    | 289 870    |
| Bangladesh                       | 210 190    | 228 682    | 234 640    | 248 696    | 261 052    | 261 348    | 286 320    |
| Éthiopie                         | 214 530    | 228 745    | 244 924    | 249 991    | 278 083    | 256 032    | 271 847    |
| Nicaragua                        | 255 233    | 256 171    | 243 024    | 262 820    | 262 077    | 257 343    | 256 696    |
| Thaïlande                        | 252 477    | 247 205    | 253 585    | 256 136    | 269 381    | 260 820    | 250 677    |
| Irak                             | 217 257    | 215 193    | 221 587    | 232 418    | 237 422    | 249 670    | 227 643    |
| Égypte                           | 172 631    | 185 872    | 181 677    | 184 359    | 207 579    | 205 852    | 219 749    |
| Trinité-et-Tobago                | 220 234    | 227 295    | 242 661    | 234 534    | 222 568    | 212 798    | 219 683    |
| Ghana                            | 150 305    | 155 532    | 171 428    | 164 610    | 195 371    | 199 163    | 197 205    |
| France                           | 166 291    | 173 561    | 175 250    | 185 775    | 191 179    | 171 452    | 190 183    |
| Argentine                        | 184 956    | 181 233    | 189 126    | 180 521    | 194 421    | 210 767    | 188 359    |
| Laos                             | 193 979    | 197 016    | 183 894    | 186 035    | 184 390    | 176 904    | 176 626    |
| Népal                            | 109 624    | 120 886    | 129 450    | 152 685    | 148 634    | 166 651    | 174 239    |
| Birmanie                         | 128 071    | 137 567    | 142 494    | 160 275    | 140 391    | 150 877    | 173 480    |
| Roumanie                         | 157 315    | 159 546    | 161 629    | 165 199    | 162 443    | 167 751    | 165 955    |
| Portugal                         | 172 922    | 176 803    | 176 638    | 172 945    | 169 980    | 161 500    | 163 523    |
| Cambodge                         | 163 383    | 166 268    | 152 415    | 153 199    | 138 537    | 149 236    | 155 652    |
| Kenya                            | 121 300    | 129 905    | 129 670    | 138 150    | 146 560    | 153 414    | 154 062    |
| Liban                            | 119 490    | 119 613    | 128 608    | 124 847    | 121 926    | 120 065    | 144 024    |
| Turquie                          | 109 408    | 116 336    | 120 745    | 117 366    | 126 494    | 117 291    | 140 494    |
| Israël                           | 132 730    | 129 680    | 142 078    | 142 934    | 129 926    | 132 477    | 133 935    |
| Afghanistan                      | 73 386     | 70 653     | 94 726     | 100 367    | 113 669    | 132 160    | 123 655    |
| Afrique du Sud                   | 92 218     | 94 141     | 104 889    | 111 720    | 99 672     | 111 116    | 123 461    |
| Albanie                          | 81 622     | 89 744     | 93 033     | 96 178     | 90 239     | 94 856     | 120 759    |
| Irlande                          | 125 022    | 120 144    | 125 840    | 120 187    | 124 990    | 111 886    | 118 539    |
| Grèce                            | 136 906    | 141 325    | 135 484    | 130 967    | 125 699    | 119 571    | 115 819    |
| Bosnie-Herzégovine               | 111 317    | 107 969    | 101 638    | 101 875    | 105 569    | 104 612    | 113 702    |
| Panama                           | 107 299    | 103 625    | 94 958     | 106 672    | 103 750    | 101 076    | 113 025    |
| Espagne                          | 103 689    | 108 953    | 105 975    | 117 884    | 117 790    | 116 077    | 111 499    |
| Syrie                            | 85 737     | 82 681     | 96 694     | 104 234    | 111 766    | 92 514     | 106 608    |
| Chili                            | 94 089     | 95 104     | 93 647     | 101 068    | 103 030    | 93 950     | 105 553    |
| Arménie                          | 86 337     | 86 217     | 90 946     | 94 946     | 87 268     | 87 419     | 102 549    |
| Indonésie                        | 94 632     | 90 833     | 94 453     | 101 232    | 94 079     | 101 622    | 101 892    |
| Jordanie                         | 69 719     | 81 767     | 81 930     | 78 398     | 87 683     | 90 018     | 97 995     |
| Australie                        | 84 368     | 83 573     | 93 179     | 93 519     | 90 587     | 98 969     | 97 815     |
| Somalie                          |            | 89 153     | 93 020     | 106 525    | 103 377    | 114 607    | 97 695     |
| Liberia                          | 82 154     | 79 497     | 88 090     | 93 891     | 85 292     | 98 116     | 97 575     |
| Costa Rica                       | 83 337     | 90 109     | 85 133     | 83 075     | 87 383     | 93 620     | 94 858     |
| Maroc                            | 74 435     | 71 654     | 80 384     | 84 271     | 79 409     | 77 431     | 93 871     |
| Pays-Bas                         | 83 382     | 88 580     | 79 902     | 85 739     | 88 235     | 82 603     | 85 891     |
| Bolivie                          | 80 650     | 78 093     | 79 461     | 72 313     | 79 357     | 79 804     | 84 429     |
| Malaisie                         | 70 774     | 69 308     | 78 459     | 74 451     | 82 556     | 76 712     | 77 686     |
| Cameroun                         | 49 695     | 51 172     | 49 430     | 56 799     | 78 008     | 72 634     | 77 485     |
| Biélorussie                      | 56 791     | 56 958     | 62 514     | 67 762     | 70 969     | 57 315     | 74 830     |
| Bulgarie                         | 63 318     | 67 377     | 70 800     | 67 028     | 72 189     | 66 950     | 74 656     |
| Yémen                            | 44 280     | 44 337     | 61 680     | 60 608     | 62 422     | 58 627     | 69 362     |
| Ouzbékistan                      | 49 181     | 65 375     | 62 713     | 58 337     | 68 512     | 65 126     | 68 637     |
| Ex- Tchécoslovaquie*             | 68 928     | 66 631     | 65 982     | 66 715     | 64 352     | 68 312     | 64 642     |
| Sri Lanka                        | 43 071     | 52 971     | 55 049     | 49 116     | 52 000     | 51 695     | 63 194     |
| Hongrie                          | 65 845     | 70 255     | 62 296     | 64 742     | 67 265     | 64 852     | 61 808     |
| Moldavie                         | 41 193     | 43 564     | 42 403     | 47 156     | 47 767     | 46 388     | 60 097     |
| Arabie saoudite                  | 86 682     | 96 783     | 99 849     | 82 201     | 74 674     | 76 840     | 58 861     |
| République démocratique du Congo |            |            |            |            |            | 43 723     | 54 779     |
| Soudan                           | 33 700     | 46 037     | 39 346     | 47 075     | 52 651     | 51 351     | 52 267     |
| Belize                           | 48 368     | 48 811     | 48 918     | 48 874     | 47 287     | 44 364     | 51 570     |
| Cap-Vert                         | 37 145     | 43 352     | 44 519     | 46 792     | 37 073     | 36 410     | 50 006     |
| Serbie                           | 33 628     | 36 969     | 37 654     | 38 203     | 37 435     | 39 020     | 49 658     |
| Sierra Leone                     | 41 171     | 42 065     | 38 101     | 40 161     | 47 834     | 45 506     | 49 311     |
| Érythrée                         | 36 967     | 39 063     | 43 010     | 49 134     | 45 110     | 49 355     | 47 449     |
| Barbade                          | 51 378     | 51 739     | 54 374     | 56 191     | 53 376     | 52 279     | 45 754     |
| Suède                            | 51 232     | 46 335     | 48 294     | 43 648     | 49 742     | 43 506     | 45 388     |
| Uruguay                          | 52 516     | 43 971     | 42 181     | 50 680     | 46 262     | 48 900     | 45 096     |
| Fidji                            | 43 309     | 41 936     | 43 406     | 52 528     | 43 515     | 48 710     | 44 452     |
| Croatie                          | 43 067     | 36 978     | 39 747     | 35 962     | 38 985     | 37 044     | 40 753     |
| Autriche                         | 48 562     | 43 401     | 44 943     | 47 831     | 38 983     | 39 083     | 38 251     |
| Singapour                        | 30 732     | 36 252     | 28 940     | 34 604     | 34 202     | 33 736     | 36 627     |
| Kazakhstan                       | 26 527     | 29 859     | 32 017     | 30 035     | 28 290     | 33 438     | 35 917     |
| Bahamas                          | 31 812     | 34 796     | 33 163     | 32 507     | 29 216     | 40 067     | 34 069     |
| Koweït                           | 29 089     | 31 781     | 36 659     | 33 204     | 35 607     | 31 113     | 33 940     |
| Lituanie                         | 38 186     | 31 458     | 33 640     | 35 001     | 33 100     | 32 655     | 33 089     |
| Suisse                           | 41 504     | 37 115     | 38 144     | 36 859     | 34 422     | 42 958     | 32 302     |
| Belgique                         | 35 373     | 34 232     | 35 406     | 36 897     | 35 754     | 32 323     | 32 213     |
| Grenade                          | 34 184     | 29 982     | 36 056     | 34 117     | 41 010     | 29 722     | 31 871     |
| Sénégal                          |            |            |            |            |            | 30 828     | 30 924     |
| Macédoine du Nord                | 28 140     | 26 277     | 26 171     | 24 670     | 25 903     | 30 359     | 30 502     |
| Dominique                        | 28 163     | 32 370     | 31 220     | 33 509     | 37 093     | 36 372     | 30 395     |
| Ouganda                          |            |            |            |            |            | 44 150     | 28 946     |
| États fédérés de Micronésie      |            |            |            |            |            | 30 136     | 27 630     |
| Saint-Vincent-et-les-Grenadines  | 23 075     | 22 950     | 19 897     | 23 689     | 24 864     | 17 890     | 24 730     |
| Zimbabwe                         |            |            |            |            |            | 20 519     | 24 639     |
| Danemark                         | 26 920     | 29 039     | 33 715     | 29 376     | 29 331     | 31 872     | 23 486     |
| Lettonie                         | 21 097     | 21 364     | 24 691     | 23 201     | 25 339     | 23 300     | 22 239     |
| Norvège                          | 22 798     | 24 982     | 22 669     | 23 024     | 25 071     | 20 143     | 20 350     |
| Indes occidentales               |            |            |            |            | 21 783     | 19 118     | 15 878     |

| Pays d'origine         | 2014    | 2015    | 2019    |
| ---------------------- | ------- | ------- | ------- |
| Total                  | 653 416 | 730 259 | 843 593 |
| Mexique                | 94 889  | 105 958 | 121 973 |
| Inde                   | 37 854  | 42 213  | 63 578  |
| Philippines            | 34 591  | 40 815  | 43 260  |
| Chine                  | 30 284  | 31 241  | 39 716  |
| Cuba                   | 24 092  | 25 770  | 35 969  |
| Vietnam                | 18 837  | 21 976  | 25 192  |
| République dominicaine | 23 775  | 26 665  | 22 976  |
| Canada                 | 13 878  | 14 969  | 18 495  |
| Irak                   | 12 377  | 14 899  | 18 314  |
| Salvador               | 15 568  | 16 886  | 18 206  |
| Jamaïque               | 13 547  | 16 556  | 17 719  |
| Colombie               | 16 478  | 17 207  | 16 914  |
| Corée du Sud           | 13 587  | 14 320  | 16 149  |
| Haïti                  | 13 676  | 14 053  | 14 227  |
| Royaume-Uni            | 10 033  | 11 638  | 13 907  |
| Autres pays            | 281 498 | 317 094 | 356 998 |

### Conséquences de l'immigration

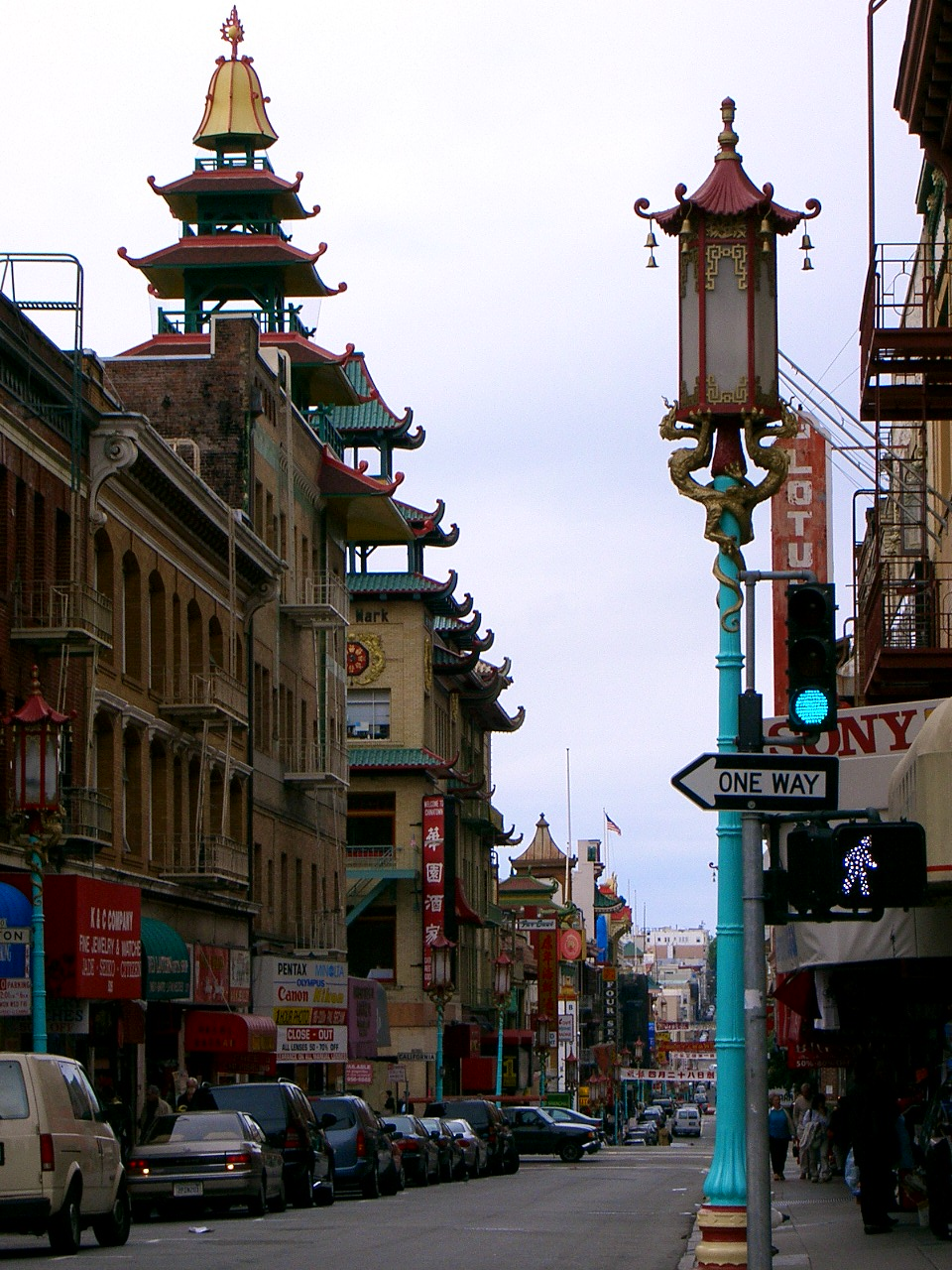
Le Chinatown de San Francisco, en Californie.

L’immigration (500 000 à 800 000 entrées annuelles autorisées), thème politique de nouveau sensible depuis 1980, représente le tiers de la croissance démographique annuelle, et sans doute beaucoup plus si l’on intègre l’immigration clandestine (estimée à un million d’entrées par an). L'immigration permet à la population américaine de se renouveler et de croître à un rythme supérieur à celui des autres pays industrialisés : on estime que 40 % de la croissance démographique américaine est due à l'immigration. L'ancienneté de l'immigration a créé une société cosmopolite dans laquelle sont pratiquées de nombreuses langues : on a parlé ainsi de melting pot, d'après le titre d'une pièce de théâtre d'Israel Zangwill. Elle contribue de plus à rajeunir une population vieillissante. On assiste également à la multiplication des mariages mixtes et au métissage de la population.
L’immigration a un impact considérable sur le taux de natalité, les Mexicains contribuant à 16 % de l’ensemble des naissances en 2003[réf. nécessaire]. Le nombre de naissances mexicaines a augmenté de 70 % entre 1990 et 2003 alors que les naissances des populations « autochtones » noires et blanches non hispaniques ont diminué de 12 % sur la même période.
Les exilés installés aux États-Unis envoient de l'argent à leur famille restée au pays. Le revenu cumulé des 200 000 Africains vivant aux États-Unis équivaudrait
à 750 millions de dollars.

## Origines ethniques et appartenances religieuses

### Groupes ethniques
- nom : Américain(e)
- adjectif : américain(e)

Groupes ethniques (2010) :

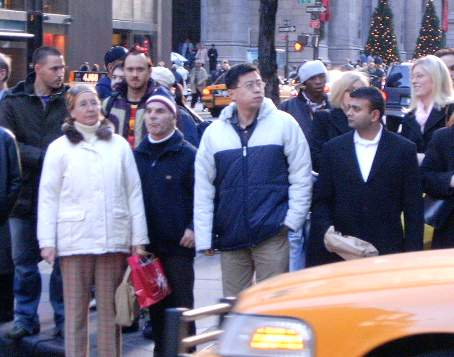
Une scène de rue à New York

- Blancs américains : 72,4 % (63,7 % de blancs non hispaniques et 8,7 % de blancs hispaniques)[57] ;
- Afro-Américains : 12,6 % ;
- Asio-Américains : 4,8 % ;
- Amérindiens et autochtones d'Alaska : 0,9 % ;
- Océano-Américains (natifs des îles Hawaï et autres îles du Pacifique) : 0,2 % ;
- autres : 6,2 %.
- multiraciaux : 2,9 %

En 2010, les Hispaniques (50 millions de personnes) ont dépassé les 42 millions d'Afro-Américains. C'est bien sûr dans les États du Sud, proches de la frontière mexicaine, que la population hispanique est la plus importante, mais aussi dans les États industriels comme New York ou le New Jersey.
Le Bureau du recensement dénombrait 296,4 millions d'habitants aux États-Unis en juillet 2005, dont 42,7 millions d'Hispaniques, et 39,7 millions de Noirs en tout, y compris la population d'Afro-Américains, la population d'Africains récemment arrivés et celle de Noirs d'origine antillaise. Si on compte les différentes variétés d'hispaniques comme une classe unique, 15 % de la population sont hispaniques et environ 68 % sont blancs. Il est dénombré 14,4 millions d'habitants d'origine asiatique, 4,5 millions d'Amérindiens et d'indigènes de l'Alaska et près d'un million d'indigènes d'Hawaï et des îles du Pacifique. La société américaine se caractérise par son caractère pluriethnique, par une forte mobilité spatiale et par un niveau de vie parmi les plus élevés de la planète. Elle est toujours affectée par d’importants clivages sociaux et ethniques.
En 2006, on estime qu'entre 9 et 12 millions d'Hispaniques vivraient de manière illégale aux États-Unis.
Langues : anglais, espagnol (parlé par 10,7 % des Américains), français.
Alphabétisation (personnes de 15 ans et plus qui savent lire et écrire) : 97 % (hommes : 97 % - femmes : 97 %) (est. 1979)

### Appartenances religieuses
| Religion               | Religion                | Religion                    | %    |
| ---------------------- | ----------------------- | --------------------------- | ---- |
| Christianisme (70,6 %) | Protestantisme (46.5 %) | Protestantisme évangélique  | 25,4 |
| Christianisme (70,6 %) | Protestantisme (46.5 %) | Protestantisme traditionnel | 14,7 |
| Christianisme (70,6 %) | Protestantisme (46.5 %) | Églises historiques noires  | 6,5  |
| Christianisme (70,6 %) | Catholicisme            | Catholicisme                | 20,8 |
| Christianisme (70,6 %) | Mormonisme              | Mormonisme                  | 1,6  |
| Christianisme (70,6 %) | Témoins de Jéhovah      | Témoins de Jéhovah          | 0,8  |
| Christianisme (70,6 %) | Orthodoxie              | Orthodoxie                  | 0,5  |
| Christianisme (70,6 %) | Autres                  | Autres                      | 0,4  |
| Judaïsme               | Judaïsme                | Judaïsme                    | 1,9  |
| Islam                  | Islam                   | Islam                       | 0,9  |
| Bouddhisme             | Bouddhisme              | Bouddhisme                  | 0,7  |
| Hindouisme             | Hindouisme              | Hindouisme                  | 0,7  |
| New Age                | New Age                 | New Age                     | 0,4  |
| Autres                 | Autres                  | Autres                      | 1,4  |
| Sans religion (22,8 %) | Rien en particulier     | Rien en particulier         | 15,8 |
| Sans religion (22,8 %) | Agnosticisme            | Agnosticisme                | 4,0  |
| Sans religion (22,8 %) | Athéisme                | Athéisme                    | 3,1  |
| Ne savent pas          | Ne savent pas           | Ne savent pas               | 0,6  |

### Évolution de la population selon les origines ethniques
La communauté des Blancs non-hispaniques ne serait plus majoritaire en 2042 ; la croissance démographique de plusieurs autres communautés, essentiellement hispanique, étant beaucoup plus forte. En 2008, les Blancs non-hispaniques représentent environ les 2/3 de la population totale, mais 55 % des jeunes de - 15 ans : c'est donc une population vieillissante, en particulier la génération du baby-boom.
En 2050, la structure ethnique de la population américaine devrait, selon les projections datées de 2008, montrer une importance croissante de la minorité hispanique ou latino-américaine : (Les chiffres pour 2010 sont précisés en italiques) :
- Blancs américains (non-hispaniques) : 46 %
- Afro-Américains : 15 % (contre 13,6 %)
- Hispaniques ou Latino-Américains : 30 % (contre 16,3 %)
- Asio-Américains : 9 % (contre 4,7 %)

Plusieurs personnalités contemporaines américaines qui témoignent de la diversité du peuplement.
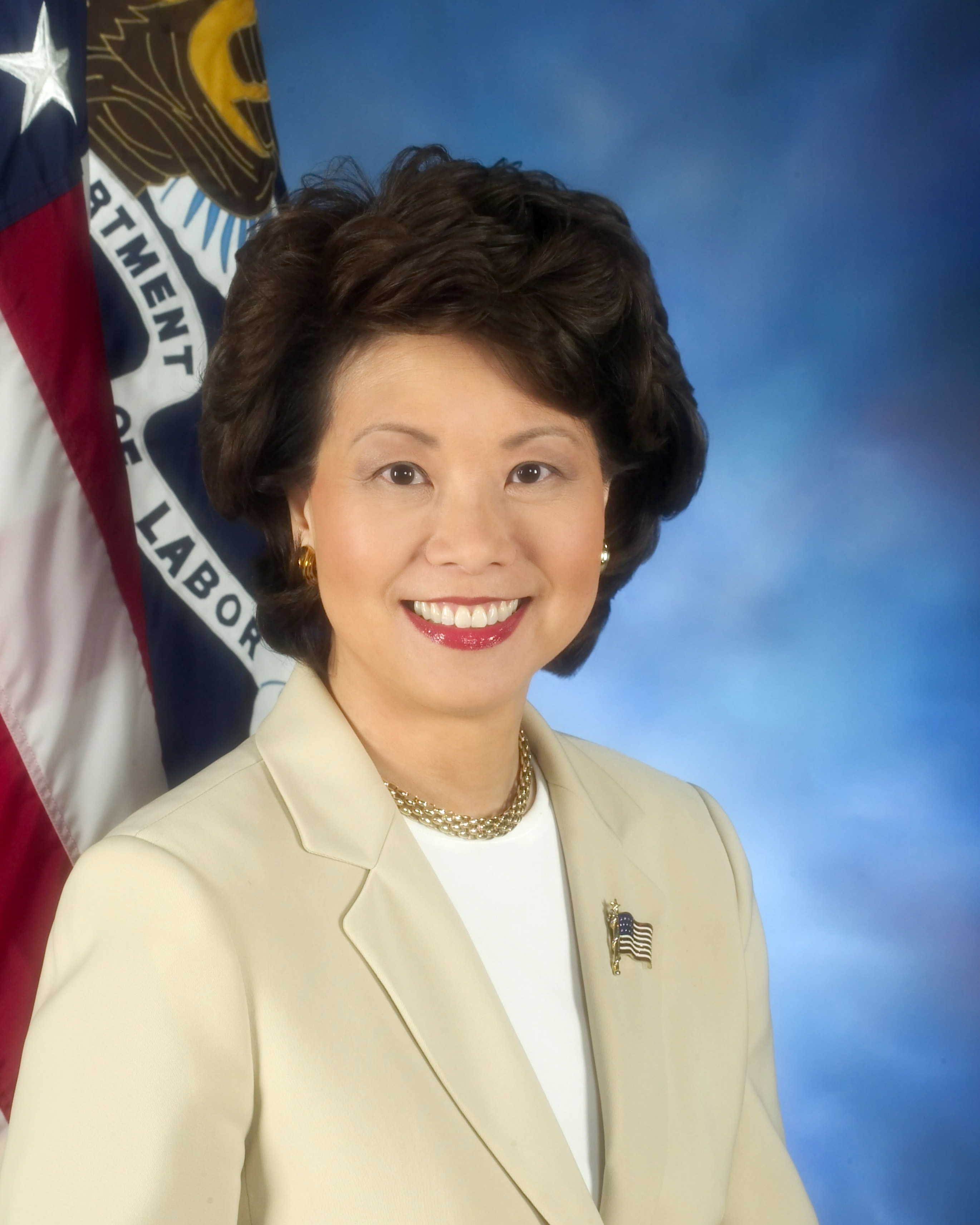
Elaine Chao, haute fonctionnaire et ministre d'origine taïwanaise.
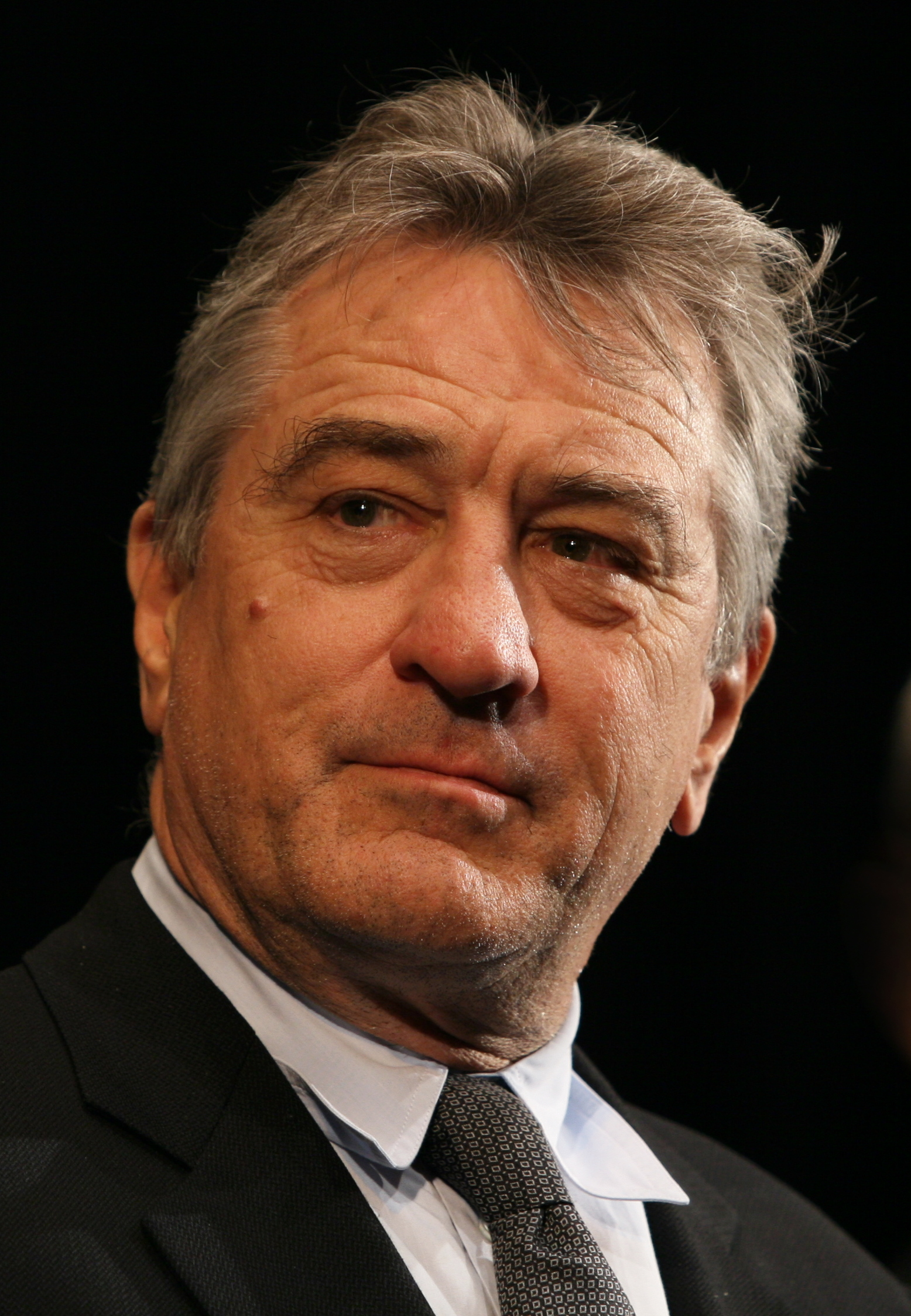
Robert De Niro, acteur d'origine italienne et irlandaise.
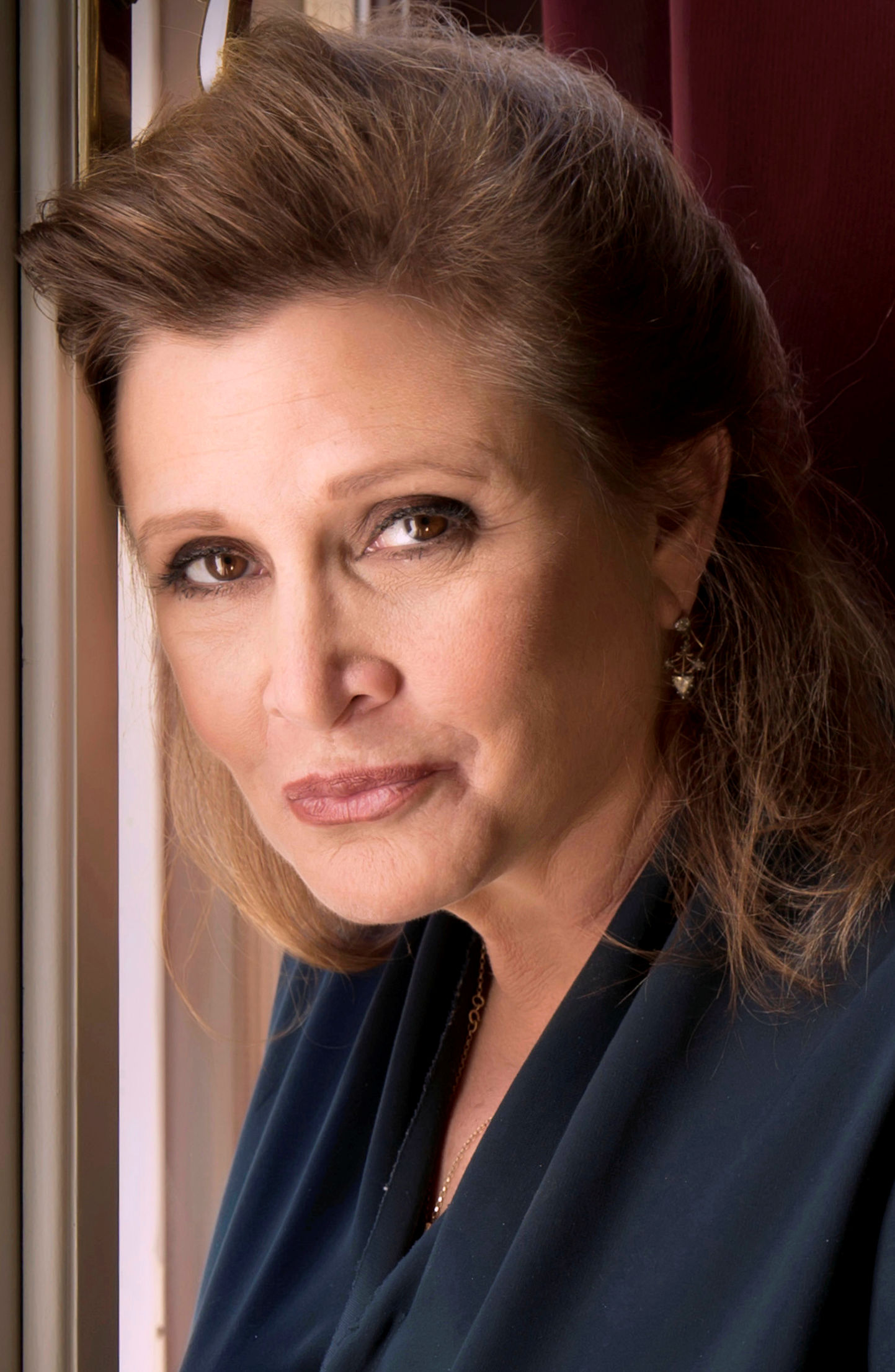
Carrie Fisher, actrice d'origine juive russe et écossaise.
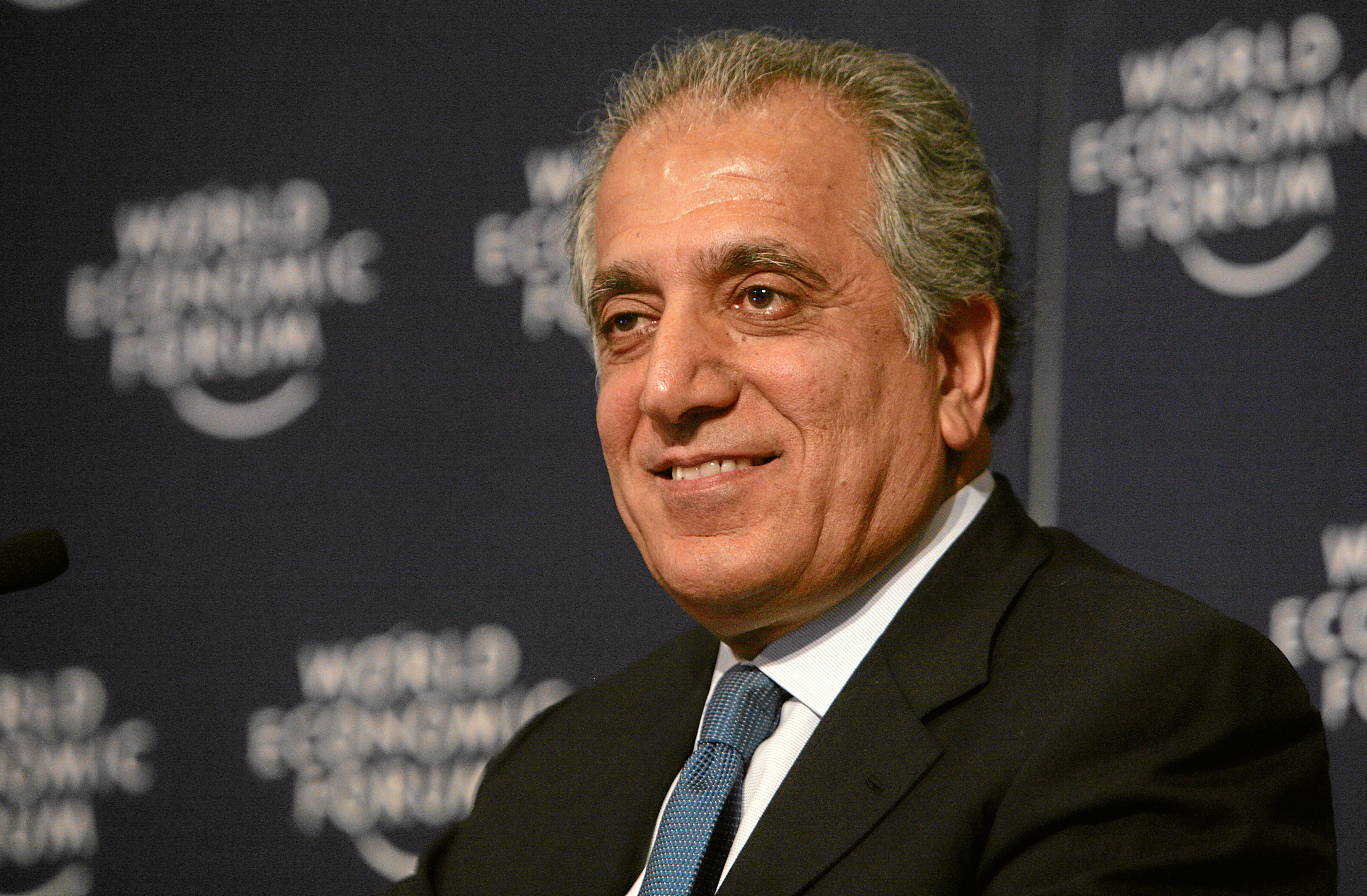
Zalmay Khalilzad, ambassadeur d'origine afghane.
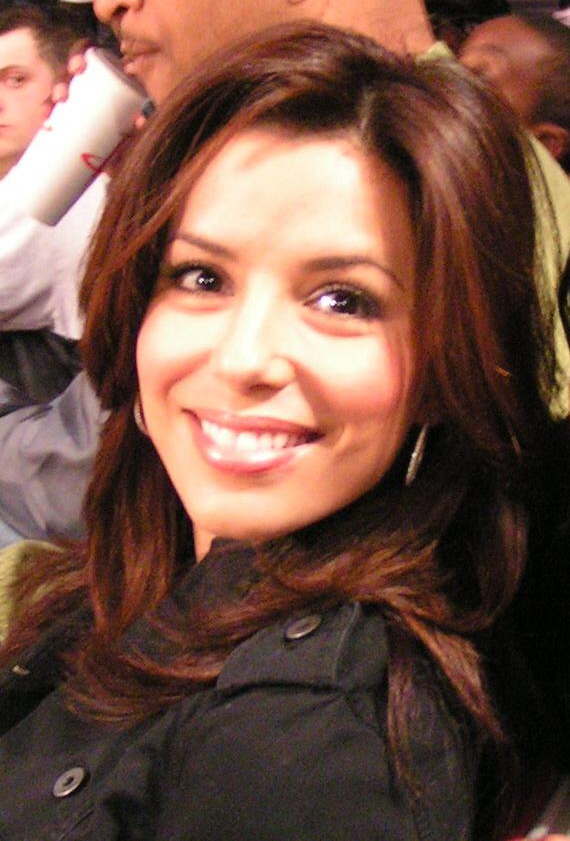
Eva Longoria, actrice d'origine mexicaine.
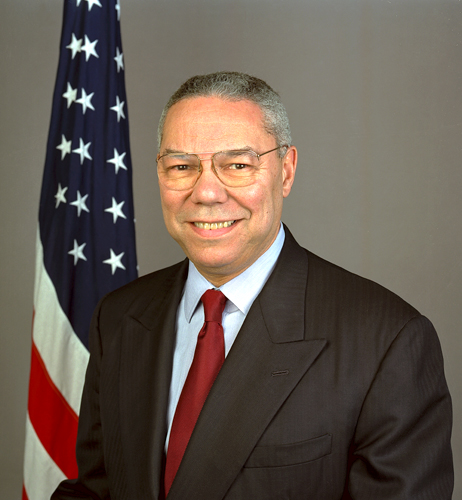
Colin Powell, militaire et homme politique d'origine jamaïcaine.
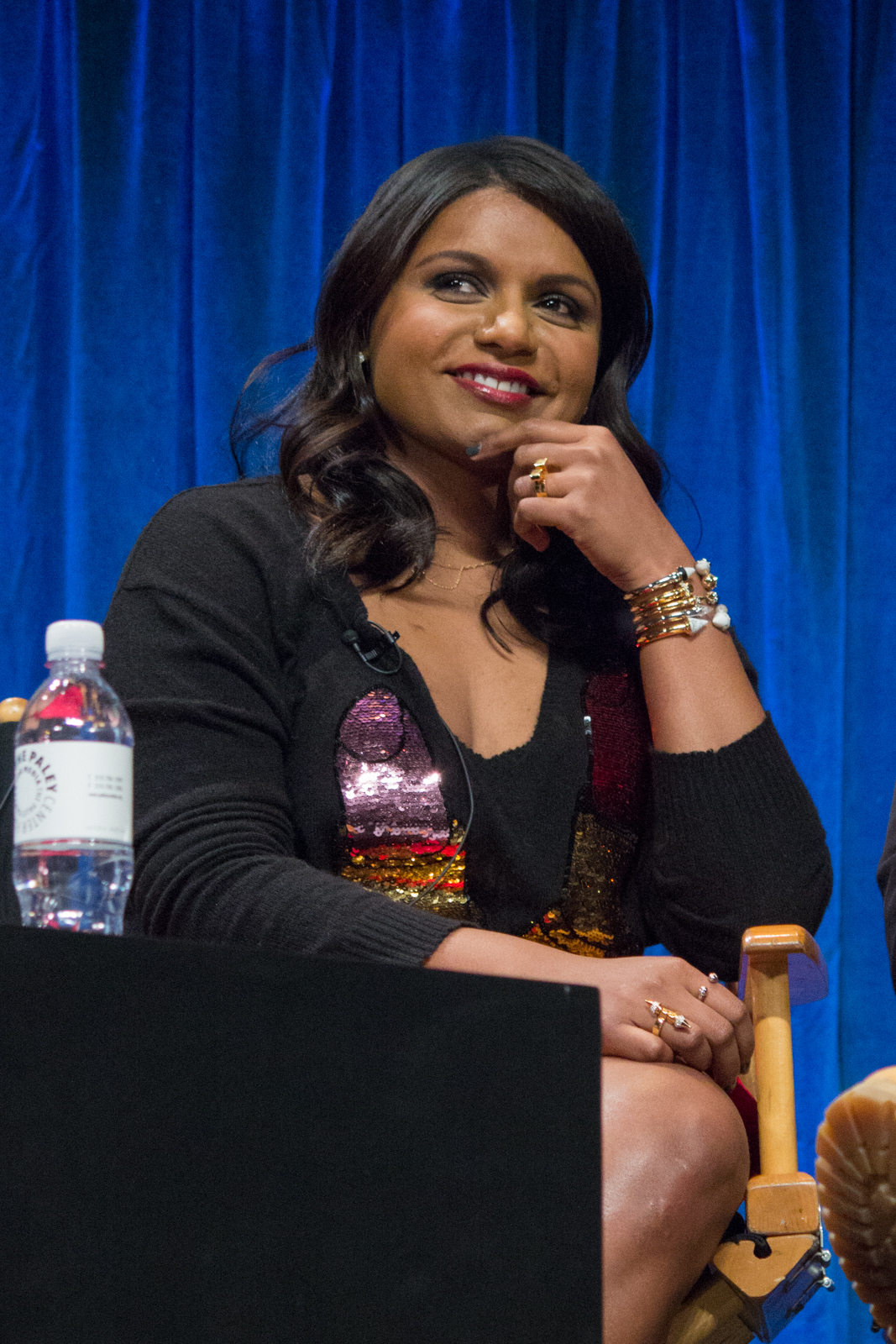
Mindy Kaling, actrice, scénariste et productrice d'origine indienne.
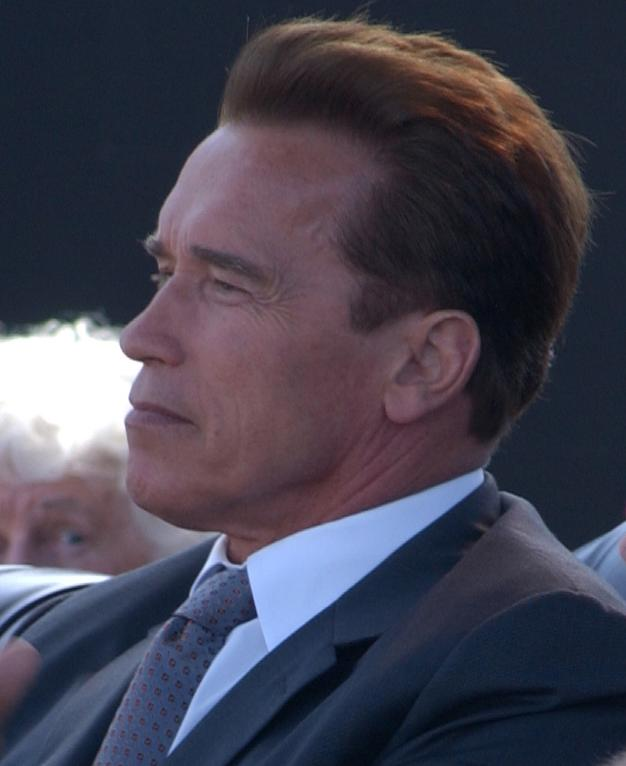
Arnold Schwarzenegger, acteur et homme politique d'origine autrichienne.
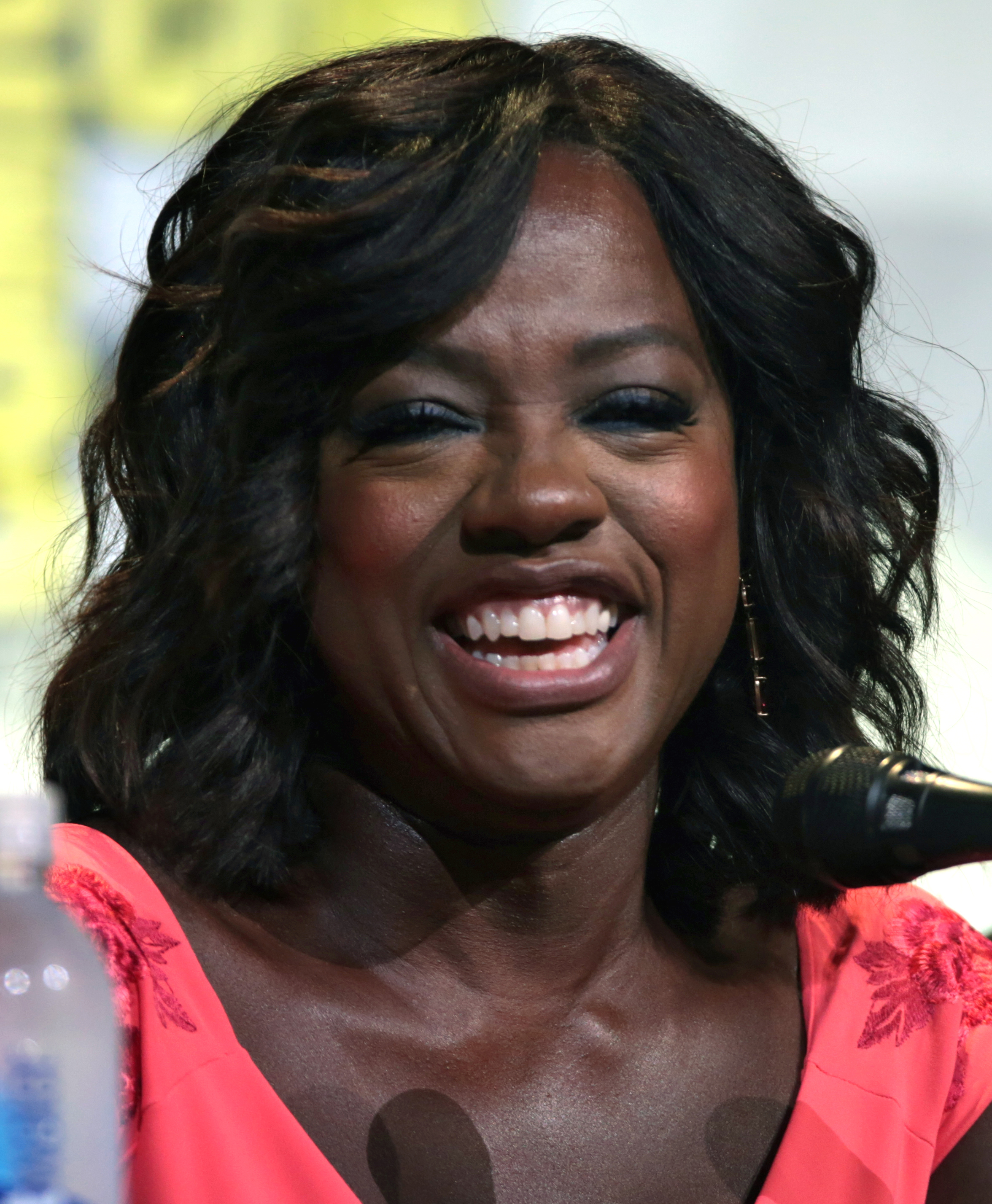
Viola Davis, actrice et chanteuse d'origine africaine.
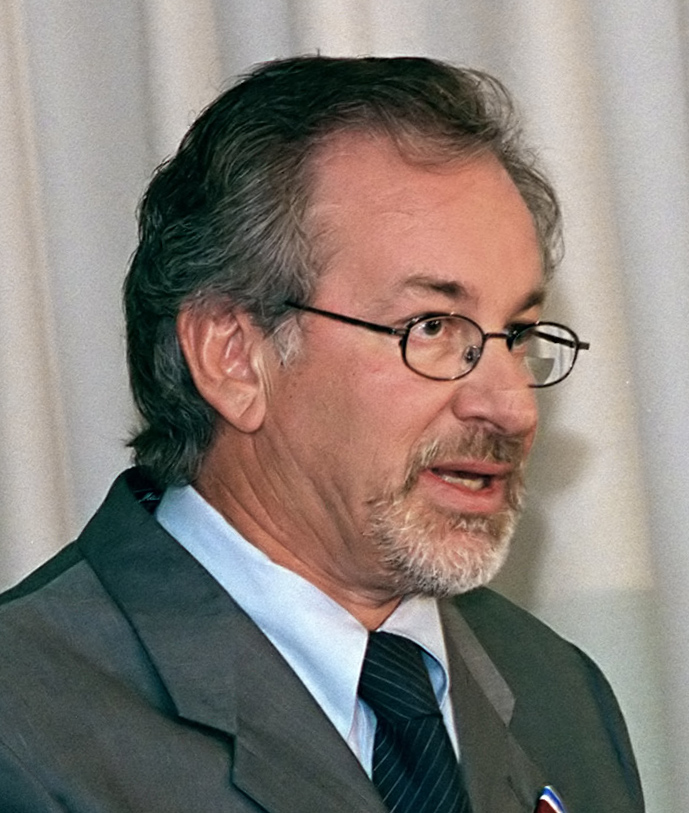
Steven Spielberg, réalisateur et producteur d'origine juive allemande.
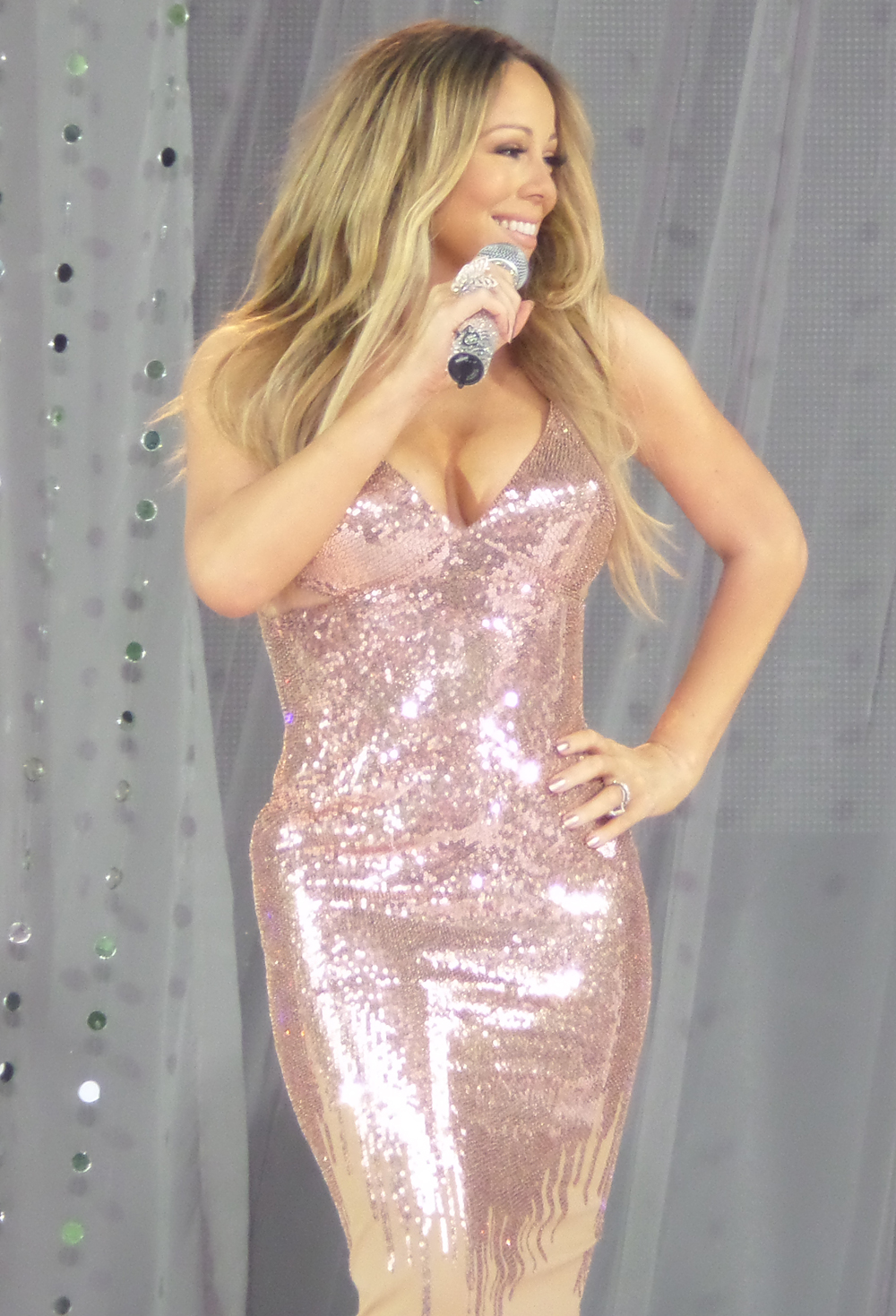
Mariah Carey, chanteuse d'origine africaine, vénézuélienne et irlandaise.
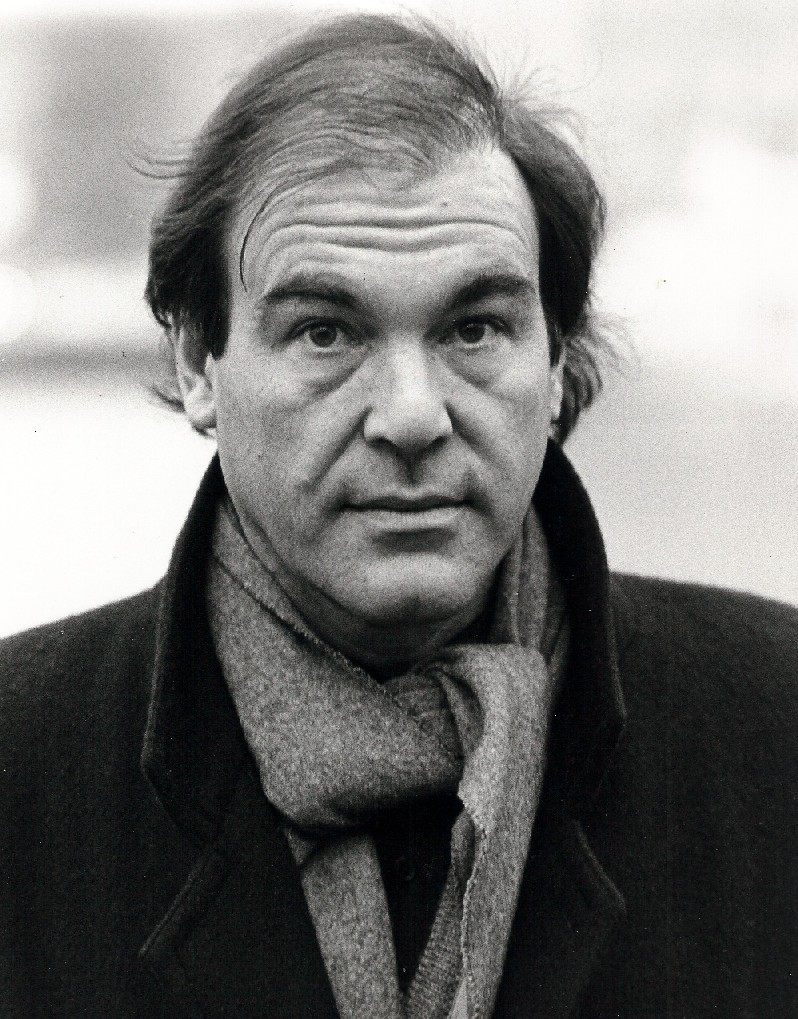
Oliver Stone, réalisateur et scénariste d'origine française (par sa mère).
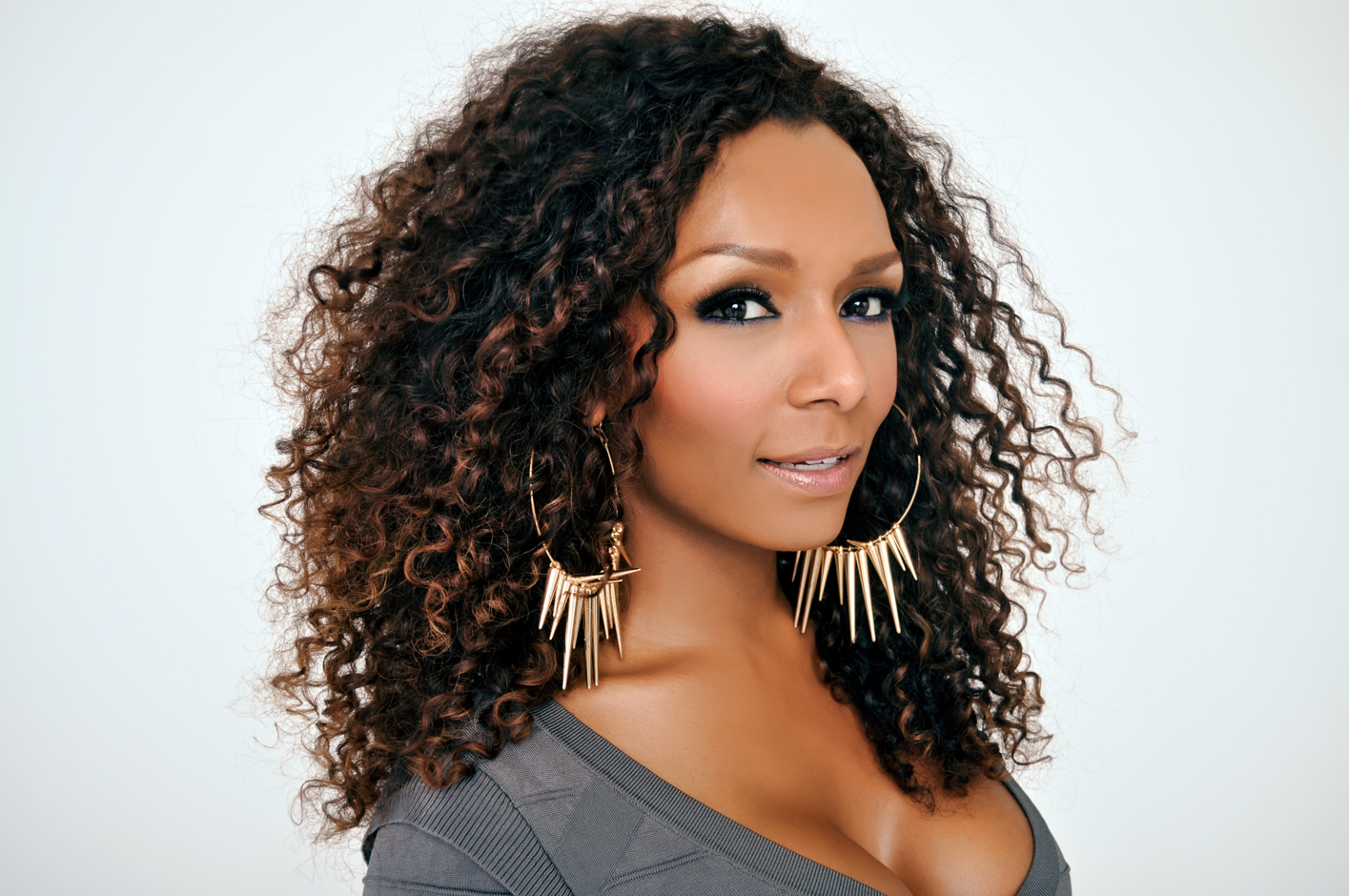
Janet Mock, écrivaine et militante d'origine africaine et hawaïenne.
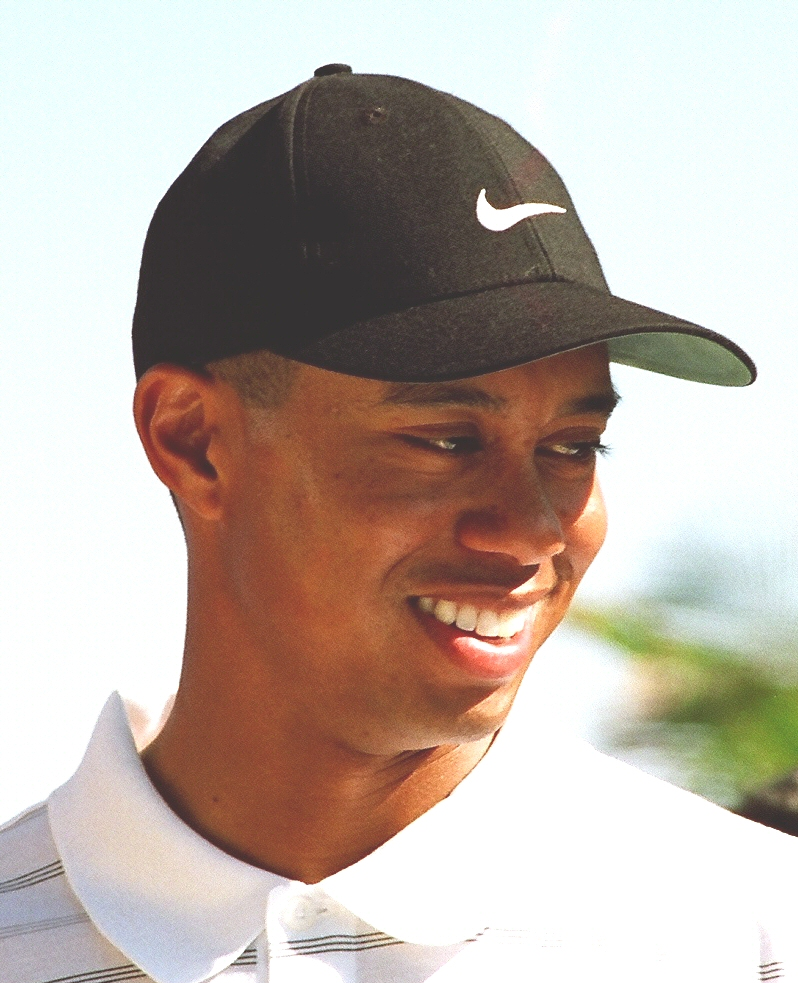
Tiger Woods, golfeur d'origine africaine, thaïlandaise, chinoise, amérindienne et néerlandaise.